# Praag
Praag (Tsjechisch: Prahaⓘ [ˈpraɦa]) is de hoofdstad en grootste stad van de Centraal-Europese republiek Tsjechië. De officiële naam is hlavní město Praha, wat hoofdstad Praag betekent. De gemeente Praag vormt een eigen district, een okres, en regio, een kraj. Daarnaast is het de hoofdplaats van de regio Midden-Bohemen, hoewel de stad daar geen deel van uitmaakt. 
Praag wordt als een van de mooiste steden van Europa beschouwd en het historische centrum staat op de Werelderfgoedlijst van UNESCO. De Gouden Stad, zoals een van de bijnamen van Praag luidt, ligt aan de rivier de Moldau. Gedurende het bestaan van de staat Tsjecho-Slowakije van 1918 tot en met het jaar 1992 was Praag de hoofdstad van deze natie.

## Geschiedenis
De geschiedenis van het gebied van de huidige stad Praag beslaat een periode van meer dan tweeduizend jaar, waarin de stad uitgroeide van een Keltische nederzetting tot de multiculturele hoofdstad van de moderne Europese staat Tsjechië. De naam van de stad is waarschijnlijk afgeleid van het Tsjechische woord práh, dat dorpel betekent. Deze naam (Praha) zou aan de stad gegeven zijn vanwege de dorpels in de rivier de Moldau, die zorgden voor watervallen die veel lawaai maakten. Voor een compleet beeld is de lijst van heersers van Bohemen een goede aanvulling op de Praagse geschiedenis.

### Vroege geschiedenis
Het gebied waar het huidige Praag ligt, wordt al sinds het Paleolithicum bewoond. Archeologische opgravingen brachten talrijke vondsten op uit het Neolithicum en de brons- en ijzertijd. Rond 200 v.Chr. had de Keltische stam die zich de Boii noemde een oppidum ten zuiden van het huidige centrum, genoemd Závist. In de 1e eeuw na Christus werd de nederzetting binnengevallen door een Germaanse stam en overgenomen door de Marcomannen onder leiding van Maroboduus. Vanaf de 6e eeuw streken de Slaven neer in Bohemen en vestigden zij zich ook in het gebied waar Praag later gesticht zou worden. De belangrijkste nederzetting bevond zich bij Roztoky op de linkeroever van de Moldau, maar er zijn ook archeologische vondsten uit die tijd gedaan bij Bubeneč, Dejvice, Veleslavín en Bohnice. In de loop van de 8e en 9e eeuw werden de eerste stadsmuren aangelegd, bijvoorbeeld bij Bohnice en Butovice.

### Hoge middeleeuwen
De oudste aanwijsbare middeleeuwse nederzetting in het gebied van de huidige binnenstad is de Praagse burcht op de heuvel Hradčany (Hradschin). Dit kasteel werd in de eerste helft van de 9e eeuw door hertog Bořivoj van het vorstenhuis van de Přemysliden gesticht. Binnen de burcht werden aan het einde van de 9e eeuw en in de loop van de 10e eeuw de eerste christelijke kerken gebouwd. In dezelfde periode bestonden nederzettingen in het gebied van de huidige wijk Malá Strana.
Onder de Přemysliden werd het Praagse gebied meer en meer het politieke en economische centrum van het land. Onder het bewind van Boleslav II werd in 973 het Bisdom Praag opgericht. Het nieuwe bisdom werd onderdeel van het Aartsbisdom Mainz, terwijl Praag voordien behoorde tot het Bisdom Regensburg.
In de eerste helft van de 10e eeuw werd aan de overzijde van de Moldau een tweede burcht gesticht, de Vyšehrad (hoge burcht). Rond 1070 maakte Vratislav II de Vyšehrad tot zijn residentie, terwijl die functie voordien voor de Praagse burcht was weggelegd. In de nieuwe burcht stichtte hij een aantal kerken, waaronder de Sint-Petrus-en-Pauluskerk. Deze laatste kerk bestaat nog steeds, maar het gebouw lijkt qua uiterlijk totaal niet meer op de middeleeuwse kerk. Het huidige gebouw stamt uit het einde van de 19e eeuw.
In de 11e en 12e eeuw streken Duitse en Joodse handelslieden alsmede inheemse ambachtslieden neer langs de Moldau, tussen de twee burchten. Een belangrijke reden voor het uitkiezen van juist deze locatie was dat hier een kruising lag van belangrijke handelswegen, en het bestaan van twee voorden door de Moldau. Sinds het einde van de 12e eeuw waren beide zijden van de rivier met elkaar verbonden door de stenen Judithbrug, die de opvolger was van houten voorgangers uit de 9e en 10e eeuw.

### Stichting van de Praagse steden
De Boheemse koning Wenceslaus (Václav) I gaf rond het jaar 1230 de grootste van de nederzettingen aan de Moldau (Vltava) de status van stad. Dit werd de koninklijke residentiestad van het koninkrijk Bohemen, het huidige Tsjechië. De burchtstad, op de linkeroever van de Moldau, werd ommuurd en aan de muren ontstonden meerdere nederzettingen. In 1287 werden deze nederzettingen samengevoegd en door een nieuwe ommuring omgeven en zo ontstond de Oude Stad (Staré Město, Altstadt) met autonome rechten volgens Maagdenburgs recht. Bohemen was inmiddels onderdeel van het Duitse Rijk geworden.

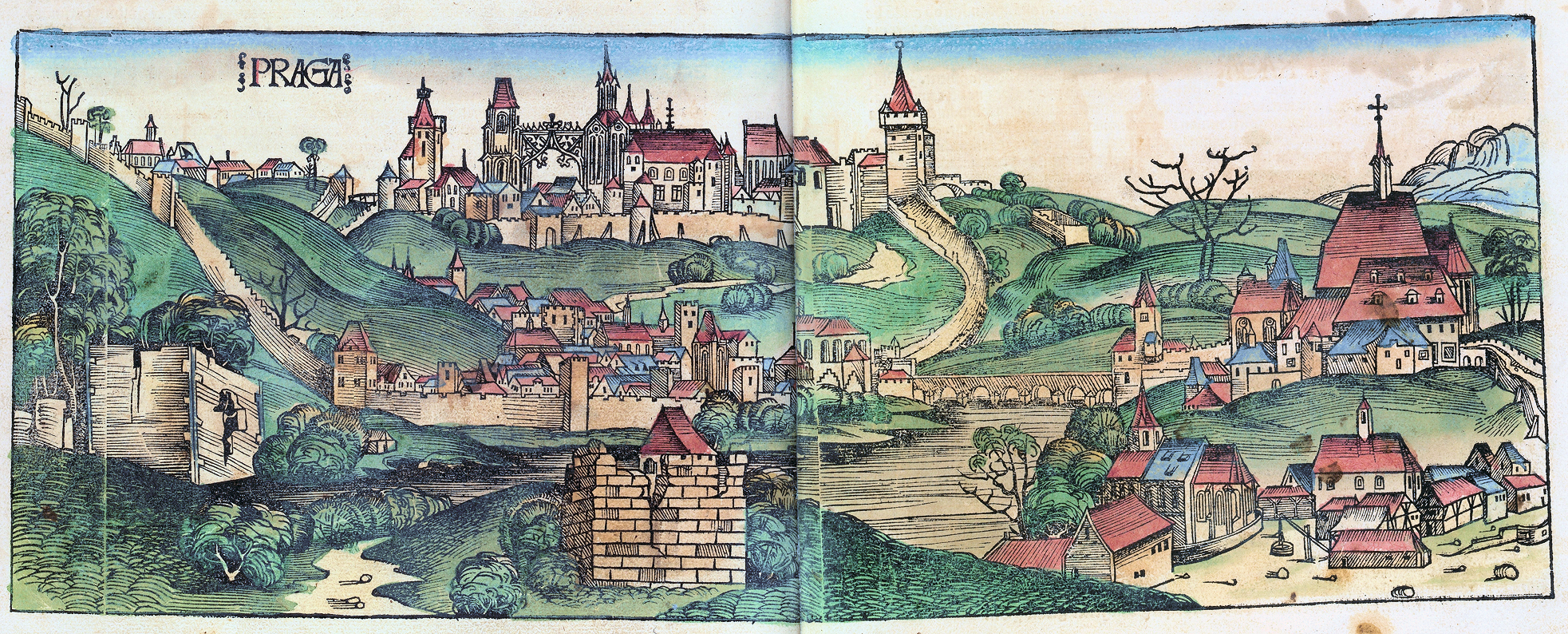
Houtsnijwerk uit Die Schedelsche Weltchronik, 1493

De tweede helft van de 14e eeuw was een zeer belangrijke periode in de ontwikkeling van Praag. Tijdens de regeringstijd van Karel IV en zijn zoon Wenceslaus IV werd de stad snel belangrijker en groter. Het doel van de beide heersers was de uitbreiding van Praag tot de nieuwe residentie van het hele Duitse Rijk (Heilige Roomse Rijk). Nog tijdens de regeringstijd van zijn vader Jan de Blinde liet Karel IV in het jaar 1333 de door een brand vernietigde Praagse burcht herbouwen. Elf jaar later, op 30 april 1344, werd het bisdom van Praag gepromoveerd tot aartsbisdom, na de inzet van Karel IV. Daarbij begon in hetzelfde jaar de nieuwbouw van de Sint-Vituskathedraal.
In het jaar 1346 werd Karel tot koning van het Duitse Rijk gekozen en twee jaar later stichtte hij de eerste universiteit van Midden- en Oost-Europa (het Collegium Carolinum, de huidige Karelsuniversiteit). Deze universiteit betrok zijn docenten en studenten van het gehele midden en zuiden van het Duitse Rijk. Het aantal Tsjechische studenten uit de Boheemse landen zou een vierde van het totaal gaan bedragen. Karel IV stichtte in 1348 hij de Nieuwe Stad (Neustadt, of Nové Město) als de vierde van de Praagse steden. Ten slotte werd in 1357 een nieuwe stenen brug gelegd. Nadat de Judithbrug was ingestort werd de tegenwoordig nog steeds bestaande Karelsbrug gebouwd. In deze periode lag het inwoneraantal van de stad rond de 40.000, hiermee behoorde het tot de grootste steden van Europa.
Ook na de dood van Karel IV in 1378 bleef er in hoog tempo gebouwd worden in de vier steden. In 1400 hield dit echter op, toen Wenceslaus IV werd afgezet. Dit gaf een aanzienlijke terugslag in de ontwikkeling van Praag. Vooral toen in 1419 de Hussietische revolutie uitbrak en de stad, evenals vele andere steden tot ver in de Duitse landen, verwoestingen moest ondergaan ten gevolge van de strooptochten van de hussieten, de volgelingen van de revolutionaire hervormer Johannes Hus. In wezen ging het in Praag en andere steden om een opstand van de Tsjechische lagere volksklasse tegen het Duitstalige patriciaat. De hussieten namen met geweld de kerken in en verdreven een groot deel van de Duitstaligen, met name ook aan de universiteit. Hun vertrek verarmde de wetenschap in Praag en verrijkte die aan de omliggende universiteiten in Saksen en Beieren, met name die van Erfurt en Leipzig. Maar de Tsjechen kregen er dan wel een nationale universiteit voor terug. Toch verdween het Duitstalige element niet geheel. In de raadscolleges namen zij voor de revolutie de helft van de zetels in, verdwenen zij in de tijd van de revolutie, maar later in de 15de eeuw liep hun aantal weer op tot een derde.

### Vroegmoderne tijd
Na het vorstenhuis van de Luxemburgers - de opvolgers van de Přemysliden - nam dat van de Habsburgers in 1526 de macht over. Behalve over Oostenrijk heersten zij sindsdien over Bohemen, Moravië en Silezië en zouden zij ook het erfelijke keizerschap van het Duitse Rijk verwerven. De Habsburgers zouden tot 1918 zonder onderbreking het koningschap bekleden over Bohemen, en Praag tot de tweede hoofdstad van het Habsburgse Rijk maken.
In 1419 vond een sociaal-godsdienstige revolutie plaats, onder leiding van radicale hussieten. Zij was gericht tegen de Rooms-Katholieke Kerk en haar hiërarchie en tegen het met de Kerk verbonden stedelijke patriciaat. Dat patriciaat was Duitstalig en oorspronkelijk afkomstig uit Saksen, Beieren en Oostenrijk. Het beheerste ook de universiteit die in de revolutie van haar professoraat werd ontdaan, waarna veel studenten vertrokken naar universiteiten in Duitse landen, met name naar Leipzig. Moeizame onderhandelingen en geweldplegingen voerden tot de aanvaarding van de hussietische 'ketterij' zolang deze het oppergezag van Rome formeel bleef erkennen. Op de uiterst radicalen (de Boheemse Broeders) na schikten de hussieten zich als Utraquisten en kregen zij een eigen kerken en eigen predikanten. Rond 1500 begon een nieuwe bloeiperiode voor de stad, of liever de steden die tezamen Praag vormden.
In 1541 vernietigde een brand de gebouwen van de Hradčany en Malá Strana bijna volledig. In 1547 namen de Praagse steden deel aan de nieuwe Boheemse opstand van de Boheemse standen (gekozen vertegenwoordigers van de verschillende bevolkingsgroepen) tegen koning Ferdinand I, onder meer omdat deze hun autonomie wilde ontmantelen en de macht van de Rooms-Katholieke Kerk wilde herstellen. Na het neerslaan van de opstand verloren de steden voorlopig wel een groot aantal rechten en vrijheden, maar een grote mate van godsdienstvrijheid bleef bestaan en zou weer uitgebreid worden.
Gedurende de 16e eeuw was het protestantisme sterk in opkomst in het gehele Duitse Rijk door de Lutherse reformatie die wel met Rome brak en de utraquisten verleidde tot een drastischer opstelling welke voorlopig niet werd bestreden door de koning en het hof. Praag raakte in een bijzonder dynamische, dat wil zeggen kosmopolitische ontwikkeling en mede door de toevloed van mensen uit de omringende landen verdubbelde de stadsbevolking zich ruim tot meer dan 60.000 inwoners en maakte van Praag een van de grootste Europese steden.
Het koninklijk hof als bestuurlijk centrum van Bohemen ontwikkelde een hofcultuur met internationale allure door kunstenaars aan te trekken uit de Nederlanden, de Duitse landen, inclusief Oostenrijk en uit Italië. Niet alleen deze buitenlanders, maar ook de Duitse taal en de katholieke gezindheid van het hof vergrootten de afstand tussen dit aristocratische landsbestuur en de Tsjechische burgerij, die in de stad een meerderheid vormde naast een toenemend aantal Duitstaligen. De verschillende gemeenschappen organiseerden zich afzonderlijk en daarom is hun numerieke aandeel vrij precies na te gaan: de Lutherse Duitsers, meest handelaren, groeiden tot een vijfde deel van de bevolking, de (katholieke) Italianen, meest architecten en kunstenaars in dienst van hof, Kerk en hoge adel, namen een tiende deel van de bevolking in. Ook een tiende deel vormden de Joden die het economisch verkeer en dan in het bijzonder de geldhandel in handen hadden. Zij woonden in de wijk (getto) Josefstadt (deze naam werd pas twee eeuwen later door de toenmalige keizer gegeven en heet nog steeds in het Tsjechisch Josefov). Ook de naam van het Gouden Straatje (Zlatá ulička) stamt uit deze tijd. In het straatje, in de wijk Hradčany bij de Praagse burcht probeerde de keizer volgens de legende alchemisten goud te laten maken.
De utraquistische Tsjechen vormden weliswaar de helft van de bevolking maar allerminst een eenheid. Een groot deel van hun had een te lage status om dit aantal in politieke macht te kunnen vertalen. Inmiddels versterkte het Hof langzaamaan de positie van de Rooms-Katholieke Kerk door de inzet van de jezuïeten, die privileges kregen in het oprichten van onderwijsinstellingen. Vooral de armere delen van de bevolking waren gevoelig voor de materiële hulp van de Kerk en de mogelijkheden tot sociale stijging op basis van dit onderwijs.
Onder keizer Rudolf II werd Praag in 1583 naast koninklijke residentie ook een keizerlijke residentie en daarmee het middelpunt van het culturele leven in Centraal-Europa. De centrale positie van Praag in het Habsburgse Rijk bracht veel bewoners van de Duitse landen, met name uit Saksen, Beieren en Silezië, ertoe zich weer in Praag te vestigen.
De ooit zo dominante rol van de Hussietische utraquistische nationale kerk, waartoe de Tsjechen in meerderheid behoorden, verzwakte evenals die van de Duits-lutherse gemeente en zij kwamen in een gedoogpositie terecht, terwijl de kleine rooms-katholieke minderheid sterk werd bevoorrecht en militant uitgerust door de jezuïeten, die gesteund werden door hofkringen en de hoge Boheemse adel. De Habsburger Rudolf II bleef evenwel een tolerant vorst, die in een machtsspel van verdeel-en-heersstrategie zich niet geheel ondergeschikt wilde maken aan kerkelijk gezag, humanistische geleerden aantrok en het drijven van de contrareformatie binnen de perken hield.
Na 1580 werd toch de schaduw zichtbaar van de komende gebeurtenissen. Rooms-katholieken verwierven gaandeweg steeds meer bestuursposities en utraquisten raakten verdeeld tussen een orthodoxe en militante minderheid en een gematigde burgerij, die hoopte haar vrijheid te kunnen behouden in een pragmatische omgang met Rome en het hof. Rudolphs opvolger, Matthias, legde echter in het begin van de 17e eeuw aan Duitstalige lutheranen zowel als Tsjechische utraquisten en hun vertegenwoordigers in het parlement - de Boheemse staten - steeds meer beperkingen op om zo de godsdiensttegenstellingen die de samenhang van zijn Rijk bedreigden, de baas te blijven.
In 1618 kwamen ten slotte lagere Boheemse edelen in opstand tegen het centralisme vanuit het Habsburgse machtscentrum in Wenen en tegen de toenemende macht van de Rooms-Katholieke Kerk die steeds meer middelen kreeg voor haar contrareformatorisch offensief. De spanningen kwamen tot een climax in de zogenaamde Tweede Praagse Defenestratie waarbij keizerlijke vertegenwoordigers uit de vensters van de burcht geworpen werden. In de strijd die daarop ontbrandde, werd in de Slag op de Witte Berg (1620) het protestantse leger verslagen. Honderdduizend Bohemers (Duitstaligen maar vooral Tsjechen en met name de lagere Boheemse adel) werden daarna, als zij zich niet wilden voegen naar de Rooms-Katholieke Kerk, onteigend en moesten vluchten. Zij gingen naar de Duitse landen en ook naar Nederland, onder wie een geleerde van wereldfaam Jan Amos Komenský (Comenius).
Men moet deze strijd zien als begin van de verwoestende Dertigjarige Oorlog tussen de protestanten en katholieken in de Duitse landen met als leiders de Zweedse koning en de Habsburgse keizer. Aan het einde van die oorlog, in 1648, vond nog wel een afsluitende nieuwe Slag om Praag plaats, waarin Zweedse legers nog wel de Praagse burcht veroverden maar weer vertrokken toen zij er niet in slaagden om ook de Oude Stad op de oostelijke oever van de Moldau, in te nemen.
Na deze definitieve katholieke overwinning kwam Praag geheel in de ban van Habsburg en de Contrareformatie. De dynamiek in renaissancevormen, die de stad een eeuw in zijn vele paleizen had gekenmerkt zakte weg en werd overgenomen door de opbouw stad vol barokke kerken. De barokke stijl waarin de stad zich nu nog steeds presenteert, is daarvan het resultaat. Deze barok is dan ook geen uiting van een Tsjechisch nationaal bewustzijn, maar van een katholiek en Habsburgs internationalisme dat zich in toenemende mate in het Duits zou gaan uitdrukken. In de Tsjechische geschiedschrijving wordt de periode van de 150 jaren na de Slag op de Witte Berg daarom de 'doba temno' genoemd, wat vrij vertaald donkere eeuwen betekent.

### Moderne tijd

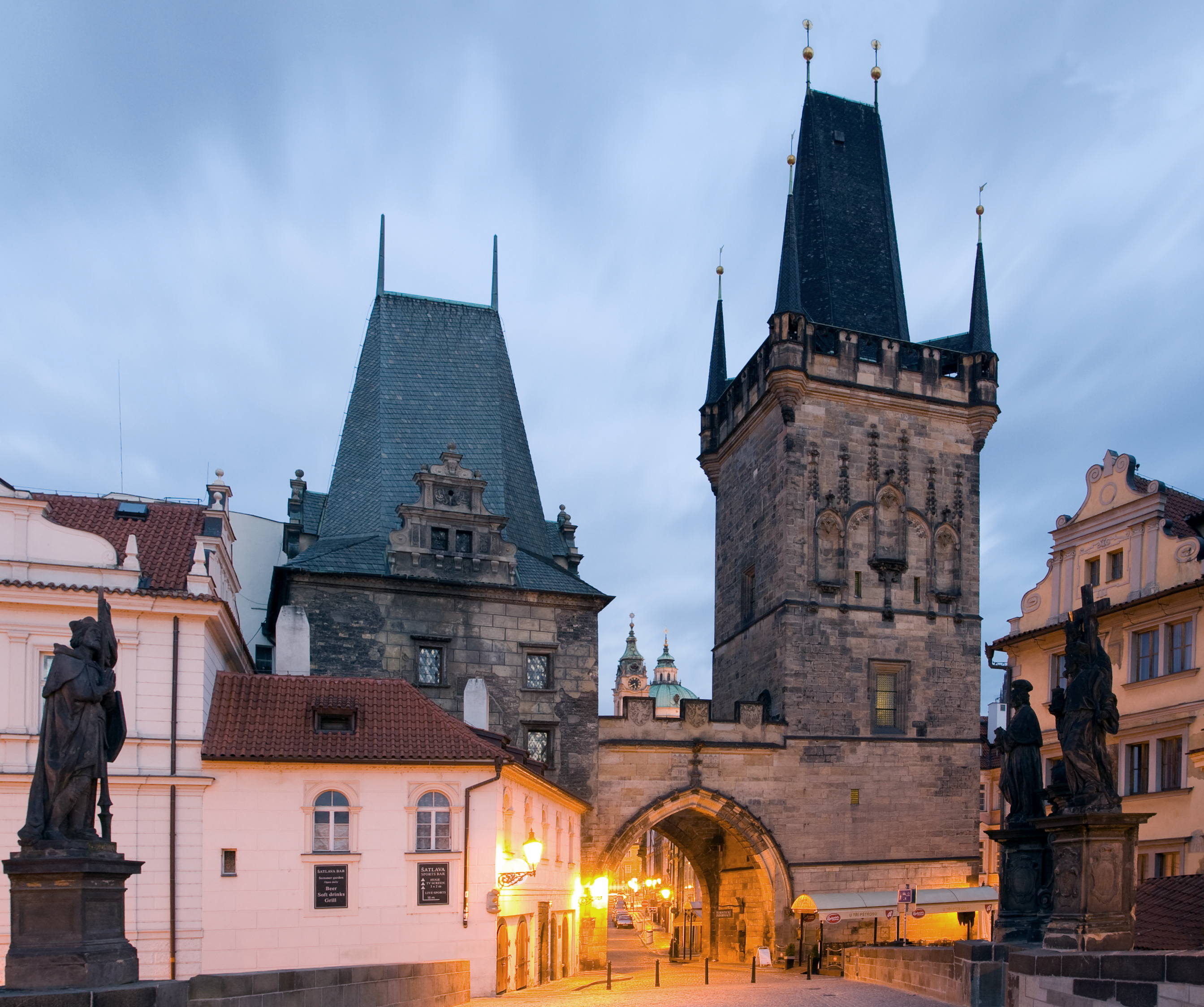
Poortgebouw aan het westelijke einde van de Karelsbrug.

De 17de en 18de eeuw vormden een periode van stagnatie voor Praag hoewel dat niet zichtbaar werd in de uitbundig barokke vormgeving van het stadsbeeld. De Kerk drukte nadrukkelijk haar stempel op het openbare leven en de burgerij paste zich in toenemende mate aan de Duitstalige en tegelijk internationale cultuur van het Habsburgse Rijk aan. De componist Mozart werd op 11 januari 1787, in Praag verwelkomd.
In 1796, slechts vijf jaar na het overlijden van Mozart, bezocht Ludwig Van Beethoven Praag.
Tot na het midden van de 19de eeuw was de Praagse burgerij in meerderheid Duitstalig, althans tweetalig. Maar het Tsjechische nationale bewustzijn begon zich in de 19de eeuw te manifesteren.
Net als andere Europese steden groeide Praag in de 19e eeuw snel door de Industriële revolutie. Naar aanleiding van de nationale wedergeboorte werd al in 1818 het Nationaal Museum opgericht. In 1834 werd op 21 december voor het eerst het theaterstuk opgevoerd met daarin het lied Kde domov můj, wat nu het Tsjechische volkslied is.
Door een sterke immigratie vanuit het Tsjechischtalige platteland verloor Praag rond het jaar 1855 zijn sinds de 17e eeuw bestaande Duitstalige bevolkingsmeerderheid. De Praagse Duitstaligen bleven overigens in Midden-Europa een gemeenschap met een opvallend hoog literair, artistiek en wetenschappelijk niveau. De helft van hen bestond uit joden. De schrijver Franz Kafka is een symbool van deze Duitstalige en uitdrukkelijk niet nationale maar supranationale cultuur. Economisch en cultureel maakte Praag in de tweede helft van de 19e eeuw niettemin een stormachtige Tsjechisch-nationale ontwikkeling door waartegenover het Duitstalige element marginaliseerde. De oprichting van het Nationaal Theater inspireerde vele componisten. De opera's van Bedřich Smetana en Antonín Dvořák werden in deze tijd geschreven.
In de jaren zeventig en tachtig van de 19e eeuw werd Praag officieel tweetalig als een in het Duits en Tsjechisch bestuurde stad. Na felle politieke strijd en straatgevechten kon het Duits als officiële taal wettelijk afgeschaft worden omdat het aantal Pragers dat zich officieel als Duitstalig opgaf beneden de wettelijke norm - 10% - was gezakt. De opdeling van de Karelsuniversiteit in een Duitstalige en een Tsjechischtalige universiteit in 1883 kenmerkt de scheiding van de nationale geesten. Van een multiculturele stad werd Praag nu steeds meer de nationale hoofdstad van het Tsjechische volk, nog voordat de Tsjechische staat was uitgeroepen. Tot die tijd gaf de helft van de hoger onderwijsinstellingen nog Duitstalig onderwijs, dat vooral ook door de Joodse inwoners van de stad werd bezocht.
Op 28 oktober 1918 werd de zelfstandigheid van Tsjecho-Slowakije uitgeroepen, met Praag als hoofdstad. Enkele jaren later, in 1922, werd Groot Praag gecreëerd, toen de stad werd samengevoegd met een groot aantal van haar buitenwijken en voorsteden. Enkele van de grootste steden die toen werden toegevoegd zijn Smíchov, Břevnov en Vinohrady, nu allemaal wijken van Praag.

### Ondergang en herstel
Na de annexatie van het Sudetenland en de afscheiding van een onafhankelijke nationale staat Slowakije bleef Praag hoofdstad van een Protectoraat Bohemen en Moravië. Tot mei 1945 bleef de stad bezet door de Duitsers. In de Tweede Wereldoorlog werd de stad nauwelijks beschadigd, doordat de geallieerde luchtmacht haar niet als Duitse stad beschouwde. In tegenstelling tot het wel gebombardeerde Pilsen bezat Praag ook geen belangrijke oorlogsindustrie.
Op 5 mei 1945 werden de inwoners van Praag via de radio tot opstand opgeroepen. Op diezelfde dag was het leger van de Amerikaanse generaal Patton aangekomen in Pilsen (slechts enkele uren verwijderd van Praag), terwijl het Sovjetleger van maarschalk Konev bij de grens van Moravië was. De Amerikaanse generaal Eisenhower had de Sovjetleiding instemming gevraagd voor een optrekken naar Praag. Dat werd afgewezen omdat Sovjettroepen daarvoor geen hulp nodig hadden. Op de Conferentie van Jalta was afgesproken dat het Rode Leger Bohemen zou bevrijden en op 9 mei 1945 werd Praag uiteindelijk bereikt door het Sovjetleger.
Tijdens de Duitse bezetting hadden 270.000 inwoners van Tsjecho-Slowakije door de nazi-terreur de dood gevonden, waaronder 241.000 joden. In het zogenaamde Duitse Protectoraat Bohemen en Moravië overleefden 78.000 van de 92.000, grotendeels in Praag geconcentreerde, joden de oorlog niet. De Duitstalige joodse gemeenschap van Praag verdween. Slowaakse autoriteiten collaboreerden overigens nauw met de Duitsers bij het oppakken en afvoeren naar Auschwitz van de 150.000 Slowaakse joden. Op een synagoge in Praag is een inscriptie van de namen van de joden van Tsjecho-Slowakije die de dood vonden.
Tussen 1939 en 1945 waren alle Duitse instellingen genazificeerd. In mei 1945 werd de Duitse bevolking van Praag, nadat enkele honderden Duitsers en collaborateurs op straat waren geëxecuteerd, geïnterneerd en vervolgens gedeporteerd, voor zover zij al niet was gevlucht. De herinnering aan het tweetalige verleden blijft sindsdien onvermeld omdat het als een smet op het Tsjechische blazoen wordt ervaren. Alle Duitstalige instellingen waaronder de Karl-Ferdinands-Universität (het Carolineum) werden opgeheven. Omdat het sinds 1940 onafhankelijke Slowakije eveneens staatkundig werd opgeheven, werd Praag weer de hoofdstad van Tsjecho-Slowakije. Met de staatsgreep van 25 februari 1948 greep de Communistische Partij van Tsjecho-Slowakije de politieke macht. Er volgde een tijd van onderdrukking, die pas in de jaren 60 enigszins gematigd werd. 1968 was het jaar van de Praagse Lente, maar in augustus van dat jaar werd deze vreedzame matigingspoging hard neergeslagen door de Sovjet-Unie, Polen, Hongarije en Bulgarije, vier partners uit het Warschaupact. Het bekendste protest tegen de Sovjetbezetting is de symbolische zelfverbranding van Jan Palach op 16 januari 1969.

### Na 1989

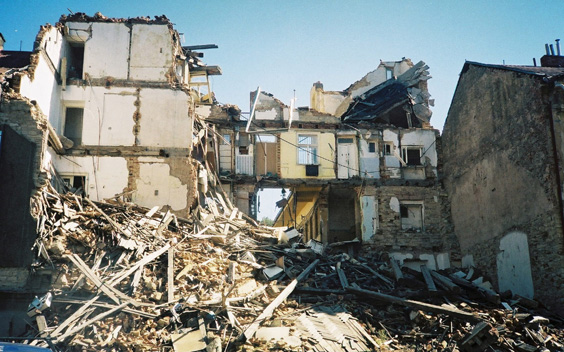
De verwoestingen van Karlín na de overstromingen van 2002

In 1989, nadat de Berlijnse Muur was gevallen en de Fluwelen Revolutie had plaatsgevonden, werd Tsjecho-Slowakije in 1989 bevrijd van communistische invloeden. Praag profiteerde enorm van de nieuwe situatie, wat een sterke economische groei tot gevolg had.
In 1993, na de splitsing van Tsjecho-Slowakije in Tsjechië en Slowakije, werd Praag de hoofdstad van de Tsjechische Republiek. Daarnaast werd de stad hoofdstad van twee administratieve regio's (de regio Praag en de Centraal-Boheemse Regio) en drie districten (het district Praag, district Praag-West en district Praag-Oost).
In het jaar 2002 werd Praag vervolgens, samen met andere grote delen van Midden-Europa, getroffen door overstromingen van de Moldau. Onder andere het metronetwerk en de wijk Karlín ondervonden grote hinder van het hoogwater.

### Demografische ontwikkeling
| 1230  | 1370   | 1600   | 1804   | 1837    | 1850    | 1880    | 1900    | 1925    | 1950    | 1980      | 2004      | 2020      |
| ----- | ------ | ------ | ------ | ------- | ------- | ------- | ------- | ------- | ------- | --------- | --------- | --------- |
| 4.000 | 40.000 | 60.000 | 76.000 | 105.500 | 118.400 | 162.300 | 201.600 | 718.300 | 931.500 | 1.182.800 | 1.165.581 | 1.326.988 |

De eerste drie bevolkingsaantallen uit bovenstaande tabel betreffen delen van de stad, de overige geven het inwoneraantal van de gehele stad Praag aan, inclusief op dat moment tot de gemeente behorende voorsteden.

## Geografie

### Ligging

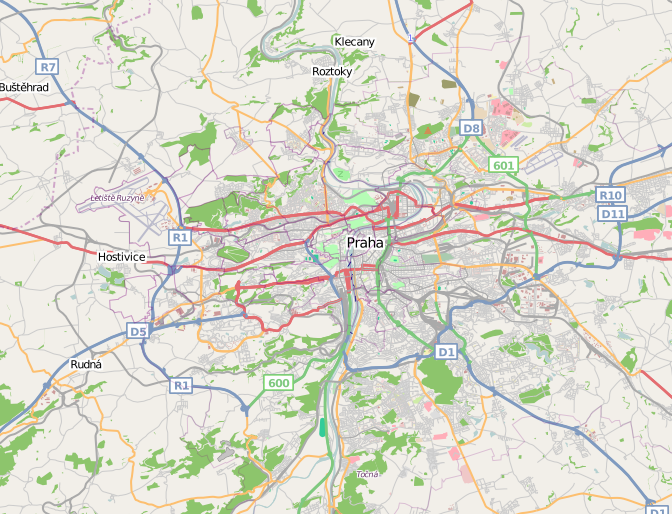
Kaart van Praag en omgeving

Praag ligt in het centrum van westelijk Tsjechië, in de historische regio Bohemen. De noordelijke grens van Tsjechië ligt op 110 kilometer afstand van de stad, de westelijke en zuidelijke beide op zo'n 170 kilometer en de oostelijke grens ligt op 320 kilometer afstand. De oostelijke grens van Bohemen ligt op ongeveer 170 kilometer.
Een groot deel van de stad ligt in het dal van de rivier de Moldau, zo'n 40 kilometer voor de monding van de rivier in de Elbe. Bij Praag monden de rivieren Berounka, Botič en Rokytka uit in de Moldau. In het noordelijke deel van de stad maakt de Moldau een grote bocht. Aan de zuidkant van deze bocht ligt het historische stadscentrum, omsloten door de kasteelheuvels Hradčany (in het noorden) en Vyšehrad (in het zuiden). De rest van de stad ligt op de overige heuvels rond het Moldaudal, waarvan de Petřín de hoogste is. Door de vele gemeenten die in de 20e eeuw zijn samengevoegd met Praag heeft de stad zich tot over de Praagse hoogvlakte (Pražská plošína) uitgebreid.
Door de grote oppervlakte van Praag (496 vierkante kilometer) grenst de stad aan een groot aantal gemeenten. Al deze gemeenten zijn onderdeel van de okres Praha-východ (Praag-Oost) of de okres Praha-západ (Praag-West). Deze twee districten worden bestuurd vanuit Praag en hebben geen eigen hoofdstad. De stad Praag vormt een eigen regio Hoofdstad Praag (Hlavní město Praha), de twee naburige districten zijn onderdeel van de regio Midden-Bohemen (Středočeský kraj).

### Stadsindeling

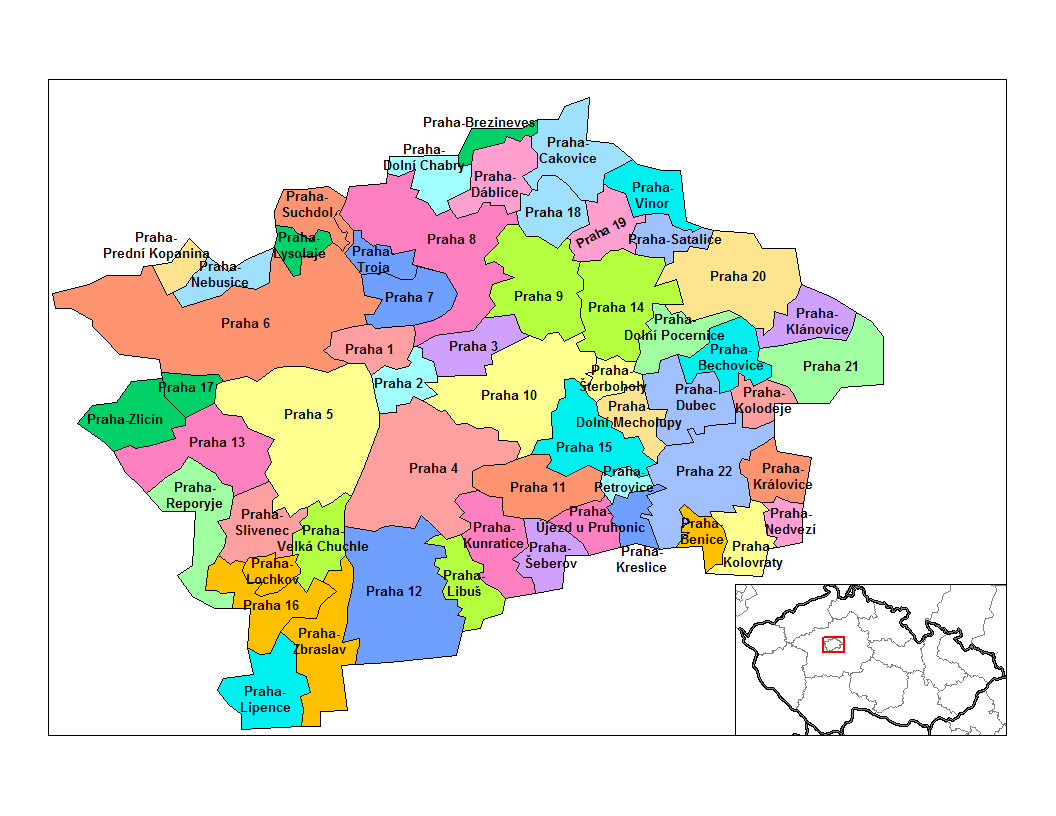
Gemeentelijke districten

De lokale overheid van Praag bestaat, afhankelijk van de plaats in de stad, uit twee of drie lagen. De hoogste laag is de gemeente, daaronder de 22 administratieve districten en onderaan de bestuurlijke piramide staan de 57 gemeentelijke districten. De gemeente (Magistrát hlavního města Prahy, Magistraat van de hoofdstad Praag) is verantwoordelijk voor alle zaken die van belang zijn voor de hele stad.
Praag bestaat sinds 1990 uit 56 (sinds 1992: 57) gemeentelijke districten (městské části). De gemeentelijke districten zijn sinds 2001 verdeeld onder 22 administratieve districten (správní obvody). Per administratief district is een gemeentelijk district verantwoordelijk voor het uitgeven van documenten zoals zakelijke licenties, paspoorten en identiteitsbewijzen voor het hele administratieve district. Het gemeentelijke district met deze verantwoordelijkheid deelt de naam met het administratieve district waartoe het behoort. De administratieve districten zijn genaamd Praag 1 tot en met Praag 22.
Het centrum van Praag behoort grotendeels tot het gemeentelijke district Praag 1. In dat district ligt onder andere de wijk Oude Stad. Sommige districten en wijken aan de rand van de gemeente horen bestuurlijk gezien wel tot Praag, maar zijn in feite aparte dorpen en stadjes, een voorbeeld hiervan is Přední Kopanina.

### Klimaat

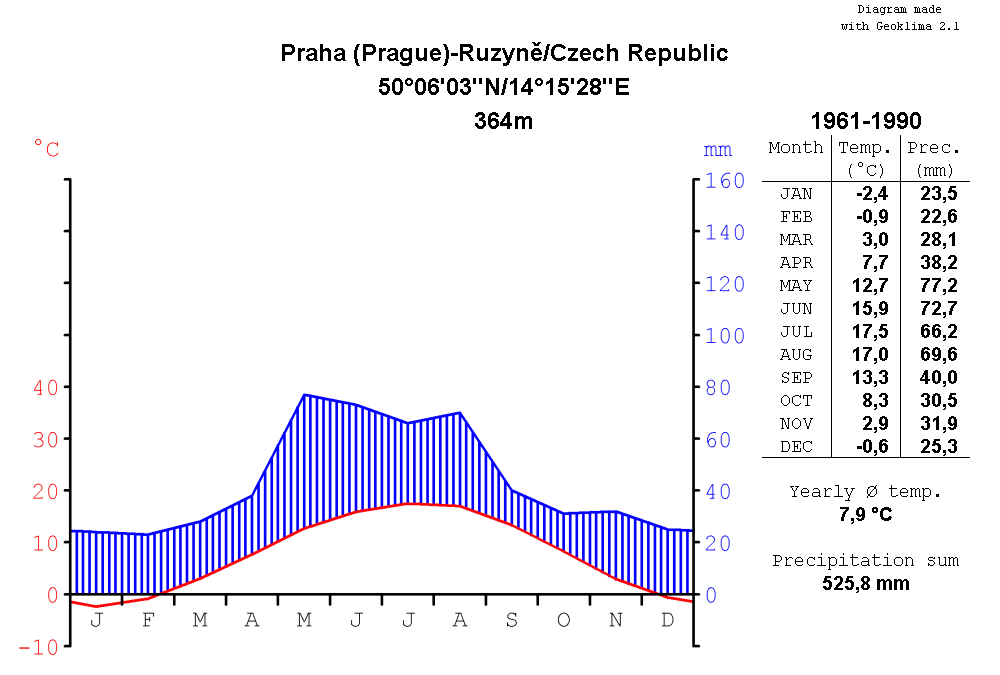
Klimaatdiagram Praag-Ruzyně 1961-1990

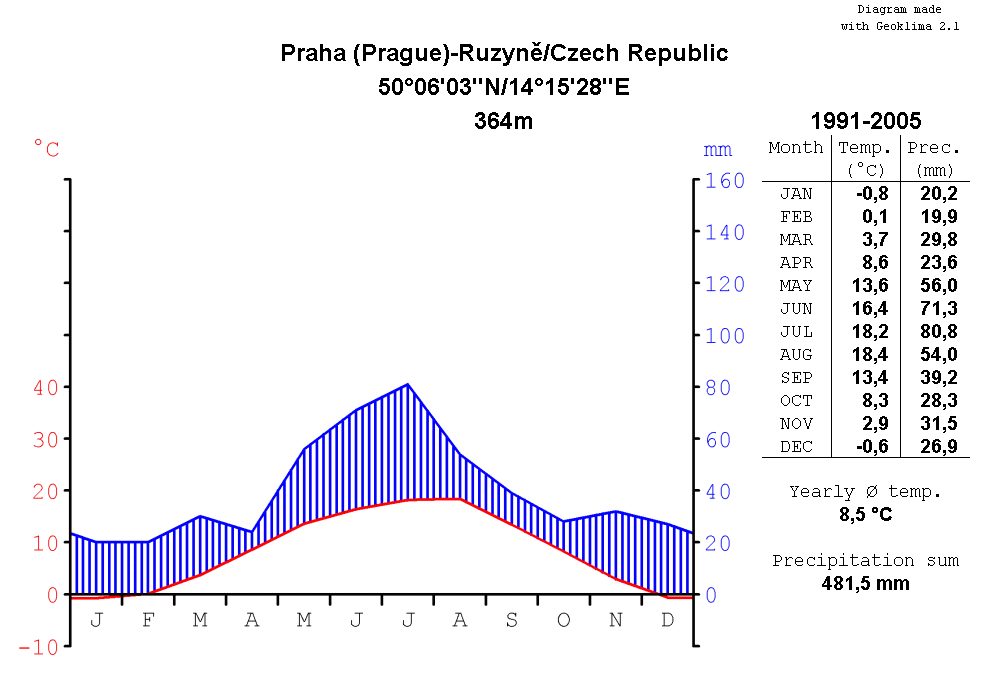
Klimaatdiagram Praag-Ruzyně 1991-2005

Praag heeft een overgangsklimaat van een zee- naar een landklimaat. De gemiddelde jaartemperatuur is 7,9 graden Celsius, de gemiddelde januaritemperatuur ligt op -2,4 °C en de gemiddelde temperatuur in juni op +17,5 °C. De gemiddelde jaarlijkse neerslag is 525,9 mm en per jaar schijnt gemiddeld 1668,3 uur de zon, waarvan 226,7 uur in juli. Voorgaande gegevens zijn afgeleid van het langjarig gemiddelde over de jaren 1961 tot 1990. Uit recentere metingen blijkt dat de gemiddelde temperaturen in de jaren 1991 tot 2005 ongeveer een graad hoger liggen. Daarnaast is het gemiddelde neerslagtotaal zo'n 30 mm lager dan in de periode tot 1990.
Sinds 1775 wordt het weer bijgehouden in Praag. De laagste temperatuur ooit gemeten is -27,6 °C op 1 maart 1785, de hoogste is +37,9 °C op 30 juni 2019. Met een gemiddelde temperatuur van +7,2 °C waren 1838 en 1871 de koudste jaren, het warmste jaar was 2018 met +12,8 °C gemiddeld. Het natste jaar was 1939 met 745,5 mm en het droogste jaar 1842 met 255,3 mm.

## Cultuur

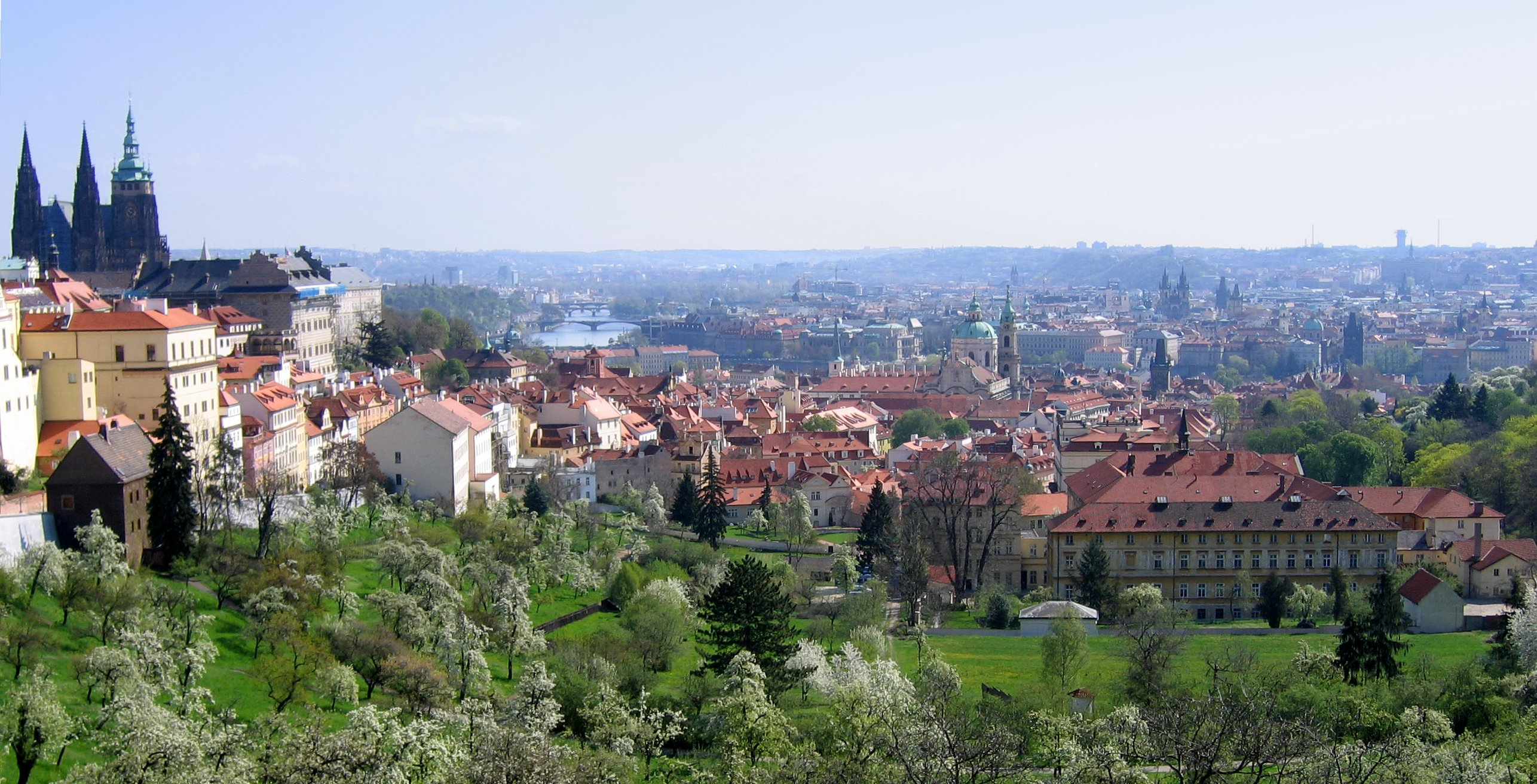
Zicht op Malá Strana vanaf Hradčany

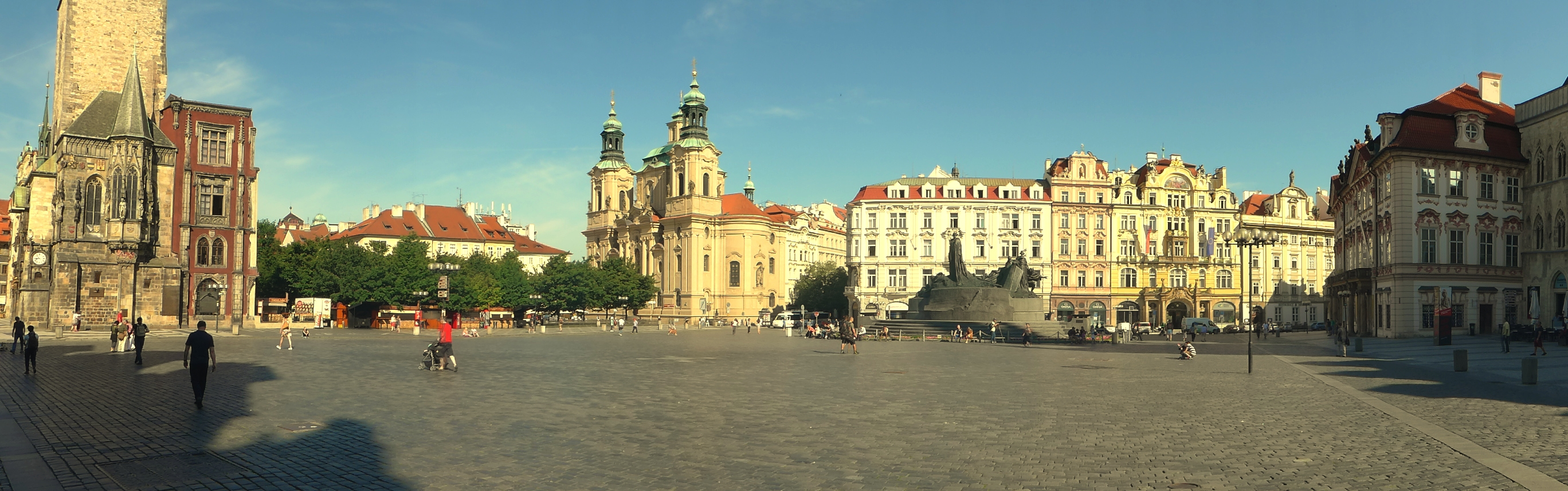
Praag Oudestadsplein met de Sint Nicolaaskerk, het standbeeld van Johannes Hus en links het gebouw met het Astronomisch uurwerk

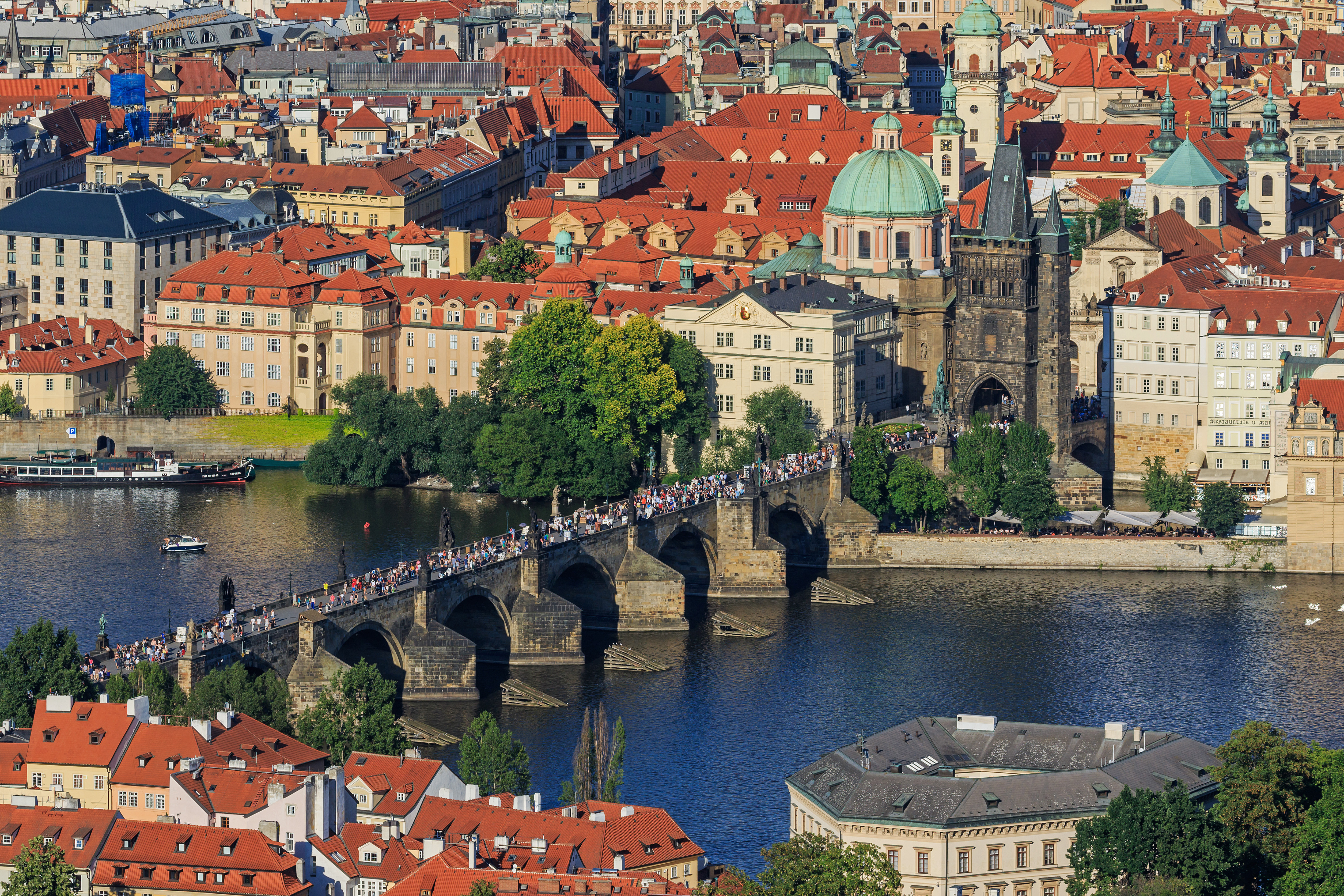
Karelsbrug

Doordat weinig bezienswaardigheden in Praag vernietigd zijn tijdens de Tweede Wereldoorlog is de stad sinds de val van het IJzeren Gordijn een van de grootste toeristische trekpleisters in Europa. Het historische centrum van de stad staat sinds 1992 op de werelderfgoedlijst van UNESCO. De bouwstijlen in Praag, een van de grootste en oudste steden in Centraal-Europa, zijn zeer divers. Er staan onder andere gebouwen in barokke, gotische, jugendstil en brutalistische stijl in de stad. Een van de bekendste bijnamen van Praag is "de stad van de honderd torens". In werkelijkheid is dit een zware onderschatting, want de stad telt zo'n 550 torens.

### Binnenstad
Het grootste deel van de bezienswaardigheden in Praag is te vinden in de binnenstad, die ongeveer samenvalt met het district Praag 1, en dan vooral in de Oude Stad (Staré Město). Veel toeristen komen samen bij het Oudestadsplein, waar een van dé symbolen van Praag, het astronomisch uurwerk, te vinden is. Ook staat er het Standbeeld van Johannes Hus. Een ander bezienswaardig plein is het Wenceslausplein, ten oosten van het Oudestadsplein. De bekendste brug van Praag, de Karelsbrug, ligt aan de andere kant van de Oude Stad. Deze brug uit 1357 verbindt de Oude Stad met een andere wijk in het centrum, Malá Strana. Deze Kleine Zijde, of Kleinseite zoals de Duitse benaming was, was de 'hofwijk', waar ook de buitenlandse diplomatieke vertegenwoordigers hun paleizen hadden en nog steeds ambassades staan.
Midden in de Oude Stad ligt een klein wijkje, dat historisch de joodse wijk is. Deze werd naar de keizer die er het privilege toe gaf Josefstadt genoemd en heet nu Josefov. Aan het einde van de 19de eeuw werd deze zeer vervallen wijk ingrijpend gesaneerd en de huizen vervangen door hoog opgetrokken historiserende gebouwen. Er zijn nog wel enkele bezienswaardigheden die herinneren aan het joodse verleden, zoals de oudste synagoge (Altneuschul), de Oude Joodse Begraafplaats en het geboortehuis van schrijver Franz Kafka, een van de bekendste inwoners van Praag. Aan de Dušní-straat staat een standbeeld van Franz Kafka.
Aan twee kanten van het centrum bevindt zich een vesting. Aan de zuidkant is dat Vyšehrad, waar binnen de vesting een kerk en begraafplaats zijn. Op de begraafplaats zijn vele interessante graven en graftombes te vinden van veel bekende Tsjechen, waaronder van de componisten Antonín Dvořák en Bedřich Smetana. Aan de noordwestzijde is dat de Praagse burcht op de heuvel Hradčany. Deze laatste, in de 9e eeuw gebouwde, burcht is de grootste ter wereld.

### Kerken
In Praag is een groot aantal bezienswaardige kerken te vinden. De bekendste is de Sint-Vituskathedraal, de Katedrála svatého Víta, waarvan de eerste steen in het jaar 1344 werd gelegd. Deze aan Vitus gewijde kerk is onderdeel van de Praagse burcht. Ook de romaanse Sint-Jorisbasiliek staat binnen de Praagse burcht. Op het Oudestadsplein staan twee bekende kerken. De Týnkerk, Týnský chrám, is een kerk met twee 80 meter hoge torens, waarvan de bouw in 1365 begon. De andere kerk is de Sint-Nicolaaskerk in barokke architectuur. In Malá Strana staat een tweede Sint-Nicolaaskerk, ook in barokstijl. Ook staat er in Sedlec, een buitenwijk van Kutná Hora op 30 minuten rijden vanuit Praag, het Ossuarium van Sedlec. Dit is een kleine rooms-katholieke kapel die is gedecoreerd met botten van tienduizenden personen.

### Theater
Verreweg het bekendste theater van Praag is het Nationaal Theater (Národní divadlo). In het historische en klassieke Statentheater (Stavovské divadlo) in het hart van de Oude Stad (Staré Město) gingen twee opera's van Wolfgang Amadeus Mozart in première (Don Giovanni en La clemenza di Tito). Het theater is nog altijd in gebruik en is sinds 1948 eveneens eigendom van het Nationaal Theater. Een ander bekend theater in Praag is het concertgebouw Rudolfinum. Dit in 1885 geopende gebouw is momenteel het podium van het Tsjechisch Filharmonisch Orkest. Ook is het de belangrijkste locatie van het jaarlijks gehouden Praagse Lente-festival. Daarnaast bestaat het international bekende Laterna Magika, een avant-gardistisch theater, dat in de "Nieuwe Scène" (Nová scéna), dat wederom aangesloten is aan het Nationaal Theater, een origineel aanbod heeft van film, licht- en visuele effecten, muziek, ballet en pantomime. Ook het Zwarte theater, bestaande uit pantomime en lichteffecten voor zwarte achtergrond, is bezienswaardig. In het Theater aan de balustrade (Divadlo Na zábradlí) begon destijds Václav Havel. Een bijzondere waardering bij insiders heeft het Jára-Cimrman-Theater.
In de wijk Vinohrady staat de Staatsopera Praag (Státní opera). Enkele van de grootste musici van de wereld, onder wie Richard Strauss en Gustav Mahler, traden op in de opera.

### Musea

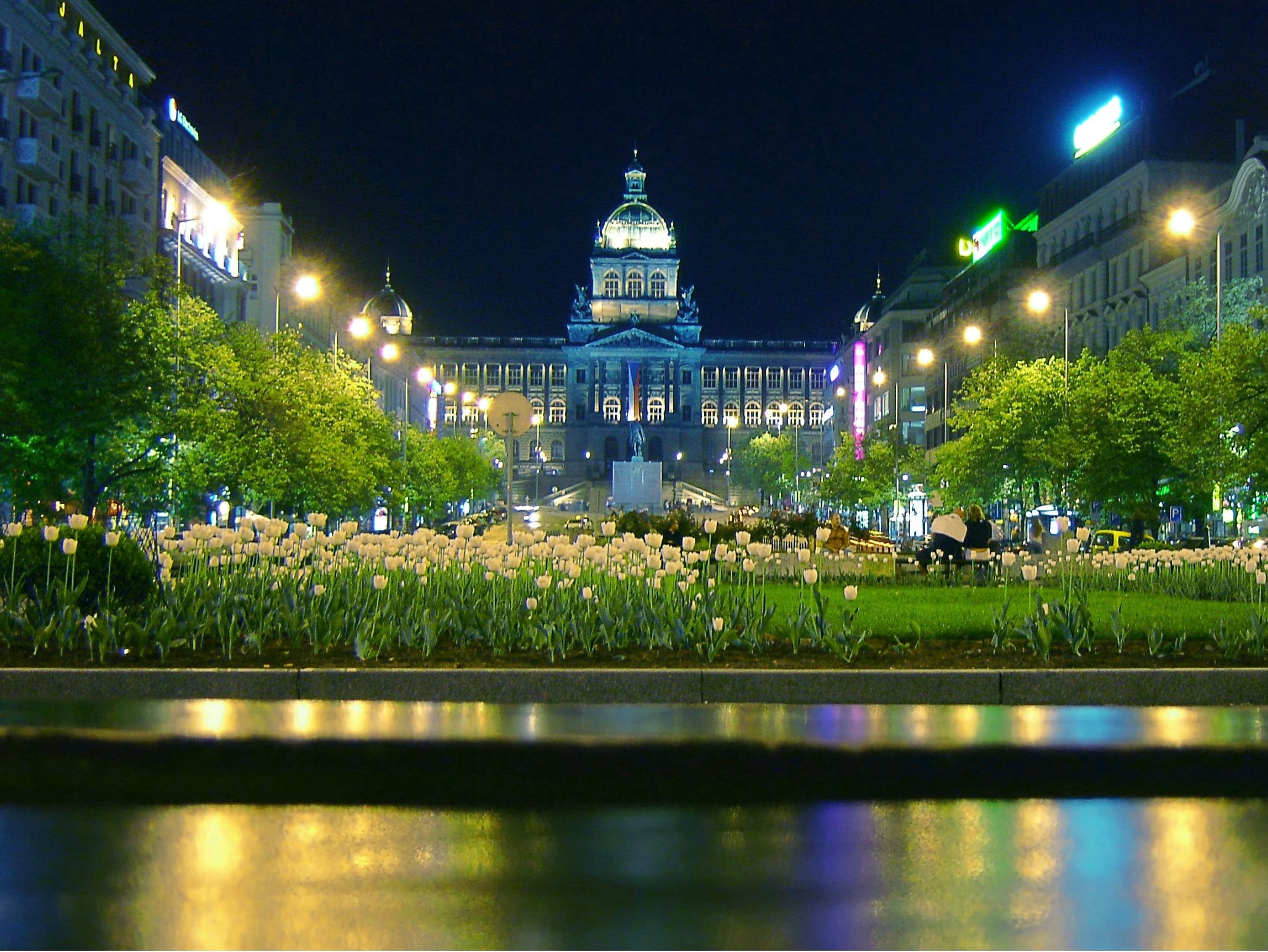
Hoofdgebouw van het Nationaal Museum

In de stad is een groot aantal musea gevestigd. Het oudste, grootste en bekendste is het Nationaal Museum (Národní muzeum). Het hoofdgebouw van het tientallen gebouwen tellende museum staat aan het Wenceslausplein in de Nieuwe Stad. Een ander belangrijk museum is het Tsjechische Muziekmuseum. Binnen Praag behoren onder andere ook het historische museum en de kunstverzameling in het Paleis Lobkowicz in de Praagse burcht, het Antonín Dvořák Museum in de Villa Amerika en het Bedřich Smetana Museum in de buurt van de Karelsbrug tot de dependances van het Nationaal Museum. De tentoonstellingen van de Nationale Galerie (Národní galerie v Praze) zijn eveneens over de hele stad verdeeld. In de wijk Malá Strana bevindt zich het museum voor moderne kunst Museum Kampa.
In het Museum van de hoofdstad Praag (Muzeum hlavního města Prahy), in de buurt van metrostation Florenc, zijn tentoonstellingen te vinden over de geschiedenis van de stad. In de wijk Josefov is het in 1906 opgerichte Joods Museum (Židovské Muzeum v Praze) gevestigd, alsmede het Museum voor toegepaste kunst (Praag), en in Smíchov staat het biermuseum van de brouwerij Staropramen. In Střešovice is een museum over het openbaar stadsvervoer in Praag ondergebracht.
Het Muchamuseum over Alphonse Mucha bevindt zich in het Savarin-paleis.
Verder is er nog de Villa Bertramka die gewijd is aan Wolfgang Amadeus Mozart. Sinds 2009 staat het museum leeg vanwege een juridisch conflict met de stad (stand 2017). Andere musea zijn bijvoorbeeld de Jaroslav Ježek-museum - Blauwe kamer, het František Drdla Museum en het PopMuseum.

### Moderne architectuur

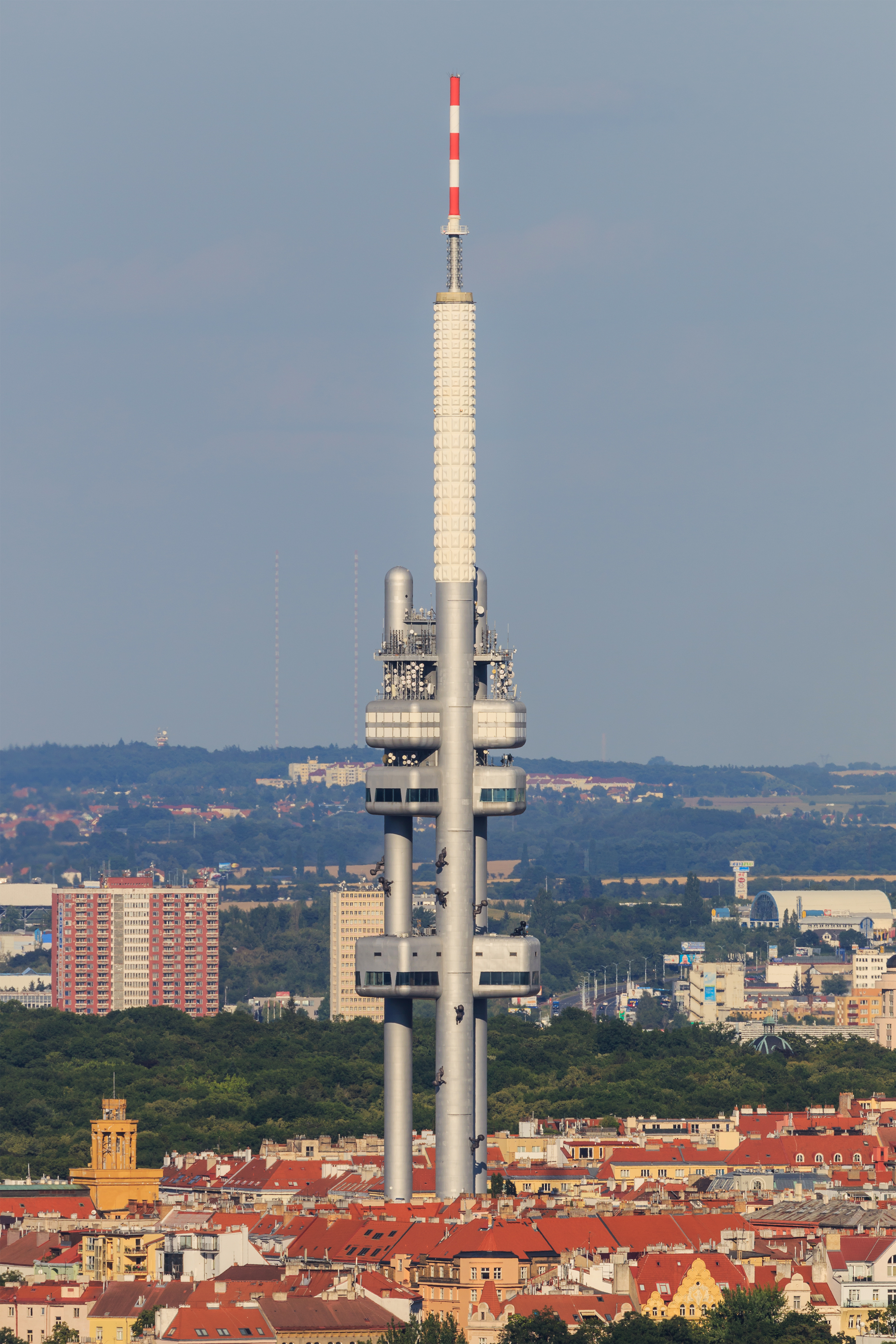
De Žižkov Televisietoren van afstand

Naast alle historische bezienswaardigheden is er ook op het gebied van moderne architectuur het een en ander te bezichtigen in Praag. Het opvallendste gebouw van de stad is de Žižkov-televisietoren (Žižkovská televizní věž), die 216 meter hoog is. De toren is in brutalistische stijl gebouwd tussen 1985 en 1992.
De Petřín Uitkijktoren kan, ondanks het feit dat hij al gebouwd is in 1889, toch ook gerekend worden tot moderne architectuur. De 60 meter hoge toren lijkt erg veel op de Eiffeltoren. Als de heuvel Petřín, waarop de toren staat, wordt meegerekend, zijn beide gebouwen even hoog.
Ook het Dansende Huis is een gebouw dat opvalt. Niet vanwege zijn hoogte, maar vanwege de deconstructivistische bouwstijl. Het gebouw staat aan de Moldau en werd geopend in 1996.
In 2007 werd gekozen om de Nationale Bibliotheek van Tsjechië onder te brengen in een nieuw modern gebouw. Het bijzondere ontwerp van Jan Kaplický leidde tot controverse waarna het (nog) niet is uitgevoerd.

### Sport

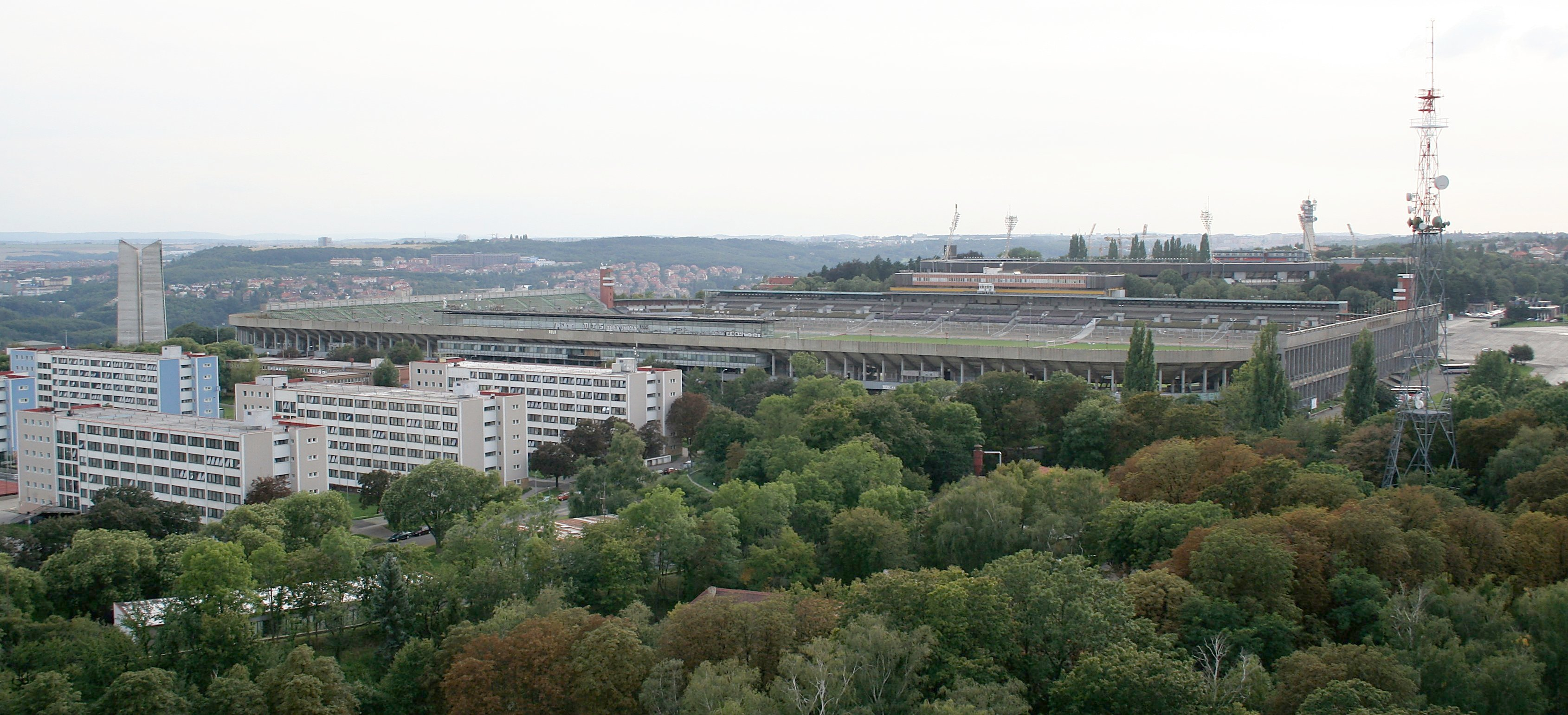
Het Strahovstadion

De geliefdste sporten in Praag zijn voetbal en ijshockey. De bekendste voetbalclubs in de stad zijn AC Sparta Praag en SK Slavia Praag. De bekendste ijshockeyclubs hebben dezelfde namen: HC Sparta Praag en HC Slavia Praag. Elk van deze clubs heeft een eigen stadion. De voetbalclub Sparta Praag speelt zijn wedstrijden in de Generali Česká pojišťovna Arena. Dit stadion heeft een capaciteit van 18.887 toeschouwers. Het onderkomen van Slavia Praag is de Fortuna arena, waarin 21.000 toeschouwers in passen. Beide stadions, alsook het Stadion Evžena Rošického worden af en toe door het Tsjechisch voetbalelftal gebruikt voor interlands. De stadions van de ijshockeyclubs Sparta en Slavia zijn respectievelijk de Tesla Arena (12.950 toeschouwers) en de O₂ Arena (18.000 toeschouwers). Naast deze stadions staat ook het grootste stadion ter wereld in Praag. Het Strahovstadion, met plaats voor 250.000 mensen, staat in de wijk Břevnov.
Sparta en Slavia zijn niet de enige voetbalclubs in Praag. Ook FC Bohemians 1905 Praag en FK Viktoria Žižkov spelen op het hoogste niveau in Tsjechië. Historisch gezien zijn er nog drie clubs die bovenin meegedaan hebben. DFC Praag was aan het begin van de 20e eeuw een van de beste clubs van Europa, DFC Germania Praag was in 1903 finalist in het kampioenschap van Duitsland en Dukla Praag werd tussen 1953 en 1982 elfmaal kampioen van Tsjecho-Slowakije.
Praag was in 1933, 1938, 1947, 1959, 1972, 1978, 1985, 1992, 2004, 2015 en 2024 gastheer van het WK ijshockey.
Naast voetbal en ijshockey worden ook andere sporten beoefend in Praag. Zo behoren de marathon van Praag (gehouden in mei) en de halve marathon van Praag (gehouden in maart) tot de belangrijkste hardloopevenementen ter wereld. Daarnaast was Praag een van de zeven kandidaat-steden voor de Olympische Zomerspelen van 2016. Op 4 juni 2008 werd echter bekend dat de stad was afgevallen voor de kandidatuur.
In 1981 werden in Praag de wereldkampioenschappen wielrennen georganiseerd. De Belg Freddy Maertens won er de wegwedstrijd voor beroepsrenners. In 1972 werd het WK veldrijden in Praag gehouden.

### Dierentuin
De Praagse dierentuin (zoo Praha) is een dierentuin in het noordelijke gedeelte van de stad (Praag 7 in de wijk Troja). Hij is te bereiken met de auto of met bus nummer 112 vanaf metrostation Nádraží Holešovice op metrolijn C (rood).

## Politiek en bestuur

### Gemeenteraad
Doordat de gemeente Praag een eigen district en regio vormt, is het stadsbestuur ook het bestuur van het district en de regio. Het stadsbestuur bestaat uit de stadsvertegenwoordiging (Zastupitelstvo hlavního města Prahy), de stadsraad (Městská rada) en de burgemeester (primátor). De stadsvertegenwoordiging is vergelijkbaar met een gemeenteraad. Het orgaan bestaat uit 70 volksvertegenwoordigers die door middel van evenredige vertegenwoordiging zijn gekozen door de Praagse bevolking. De stadsvertegenwoordiging kiest vervolgens uit de eigen gelederen een elfkoppige stadsraad. Een van de elf stadsraadsleden wordt de burgemeester, vier anderen vice-burgemeester. Na de laatste verkiezingen in 2006 is de Democratische Burgerpartij verreweg de grootste partij. Zij levert de burgemeester, drie vice-burgemeesters, vijf overige stadsraadsleden en 42 leden van de stadsvertegenwoordiging. Hieronder een overzicht van het aantal zetels per partij in de stadsvertegenwoordiging en -raad:

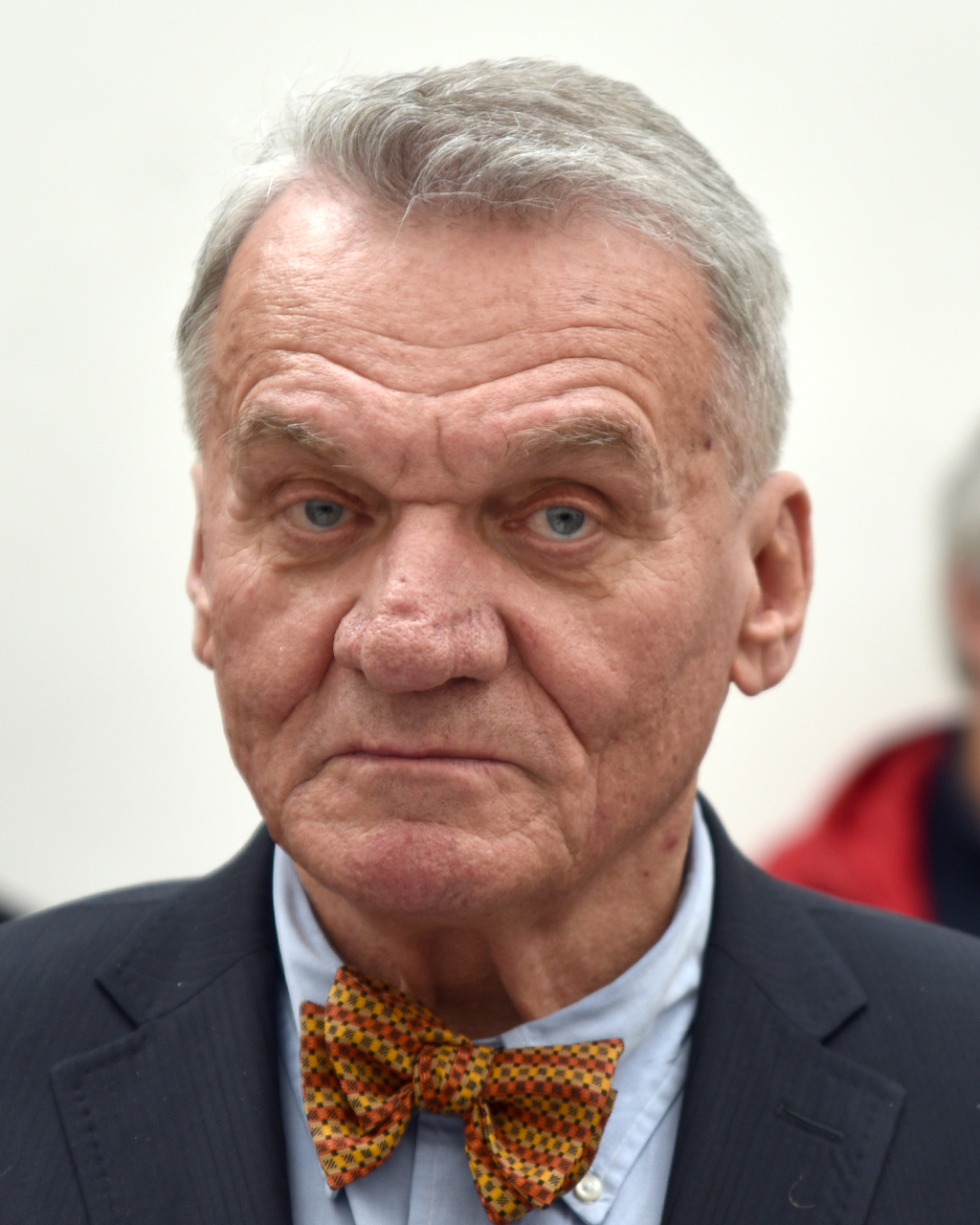
Bohuslav Svoboda, burgemeester

| Partij                                              | Zetels SV* | Zetels SR* |
| --------------------------------------------------- | ---------- | ---------- |
| Democratische Burgerpartij (ODS)                    | 42         | 9          |
| Tsjechische Sociaaldemocratische Partij (ČSSD)      | 12         | 0          |
| Communistische Partij van Bohemen en Moravië (KSČM) | 6          | 0          |
| Groene Partij (SZ)                                  | 6          | 1          |
| SNK Europese Democraten (SNK ED)                    | 4          | 1          |
| * SV = Stadsvertegenwoordiging / SR = Stadsraad     |            |            |

### Burgemeester
Naast de hoofdburgemeester (primátor) van de gemeente Praag, heeft elk gemeentelijk district een eigen burgemeester (starosta). Met dit systeem wordt gewerkt sinds 1 januari 1922. De eerste primátor was Karel Baxa, die achttien jaar lang de eerste burger van de stad was. De huidige burgemeester van Praag is Zdeněk Hřib (Piraten). In april 2020 werd bekend dat de burgemeester van Praag onder verhoogde politiebescherming staat na berichten over een vermeend Russisch complot om hem te vergiftigen.

### Stedenbanden
Praag heeft officiële stedenbanden met een dertiental steden. Naast de officiële partnersteden heeft de stad een groot aantal onofficiële stedenbanden en samenwerkingsverbanden, onder andere met Rotterdam, Luxemburg en Wenen. Het Brussels Hoofdstedelijk Gewest is sinds 2003 een officiële partnerstad van Praag. Op 19 november 2003 werd het contract ondertekend waarin stond dat er gewerkt zou gaan worden aan zeven thema's. Deze thema's variëren van samenwerking tussen de gewestelijke instellingen tot milieubescherming en ruimtelijke ordening. Naast de partnersteden die de gemeente Praag als geheel heeft, hebben verschillende gemeentelijke districten ook partnerschappen met steden, dorpen, districten en wijken in binnen- en buitenland. Zo heeft Praag 1 partnerschappen met onder andere de Innere Stadt van Wenen en de Duitse stad Bamberg en is Praag 16-Radotín een partnerstad van het Beierse Burglengenfeld. Hieronder een overzicht van de officiële partnersteden van de gehele gemeente Praag:
- Amsterdam Nederland, sinds 2000
- Berlijn Duitsland, sinds 1996
- Bratislava Slowakije
- Brussel België, sinds 2003
- Buenos Aires Argentinië, sinds 1992
- Chicago Verenigde Staten, sinds 1990
- Frankfurt am Main Duitsland, sinds 1990
- Hamburg Duitsland, sinds 1990
- Jeruzalem Israël
- Kioto Japan, sinds 1996
- Moskou Rusland, sinds 2000
- Neurenberg Duitsland, sinds 1990
- Parijs Frankrijk, sinds 1997
- Phoenix Verenigde Staten, sinds 1991
- Sint-Petersburg Rusland, sinds 1992
- Taipei Taiwan, sinds 2001

## Economie
Praag is al lange tijd het economische centrum van het land. Het BNP per hoofd van Praag is meer dan het dubbele van dat van geheel Tsjechië. In 2004 bedroeg het BNP per hoofd (PPP) 33.784, wat 157,1% is van het gemiddelde van de Europese Unie. Hiermee staat Praag op de lijst van de regio's met het hoogste BNP van de EU op de twaalfde plaats. Het prijspeil ligt in de Tsjechische hoofdstad beduidend lager dan in vergelijkbare steden. De belangrijkste economische sector is het toerisme.
De Praagse effectenbeurs (Burza cenných papírů Praha) is de belangrijkste handelsbeurs van Tsjechië en de op een na grootste effectenbeurs van Centraal- en Oost-Europa (september 2005). De belangrijkste graadmeter van de beurs is de PX Index. De belangrijkste bedrijven die genoteerd zijn aan de PX Index zijn het energiebedrijf ČEZ, de Oostenrijkse bank Erste Bank en de telefoonmaatschappij Telefónica O₂ Czech Republic.

## Onderwijs
In de Tsjechische hoofdstad is een groot aantal hogeronderwijsinstellingen te vinden. De bekendste daarvan is de Karelsuniversiteit. Deze in 1348 opgerichte universiteit is de oudste van Centraal- en Oost-Europa. Naast deze universiteit, met 42.000 studenten, zijn er nog twee grote universiteiten. De Tsjechische Technische Universiteit biedt onderwijs aan ongeveer 23.000 studenten, de Tsjechische Landbouwuniversiteit Praag aan zo'n 15.000.

## Verkeer en vervoer

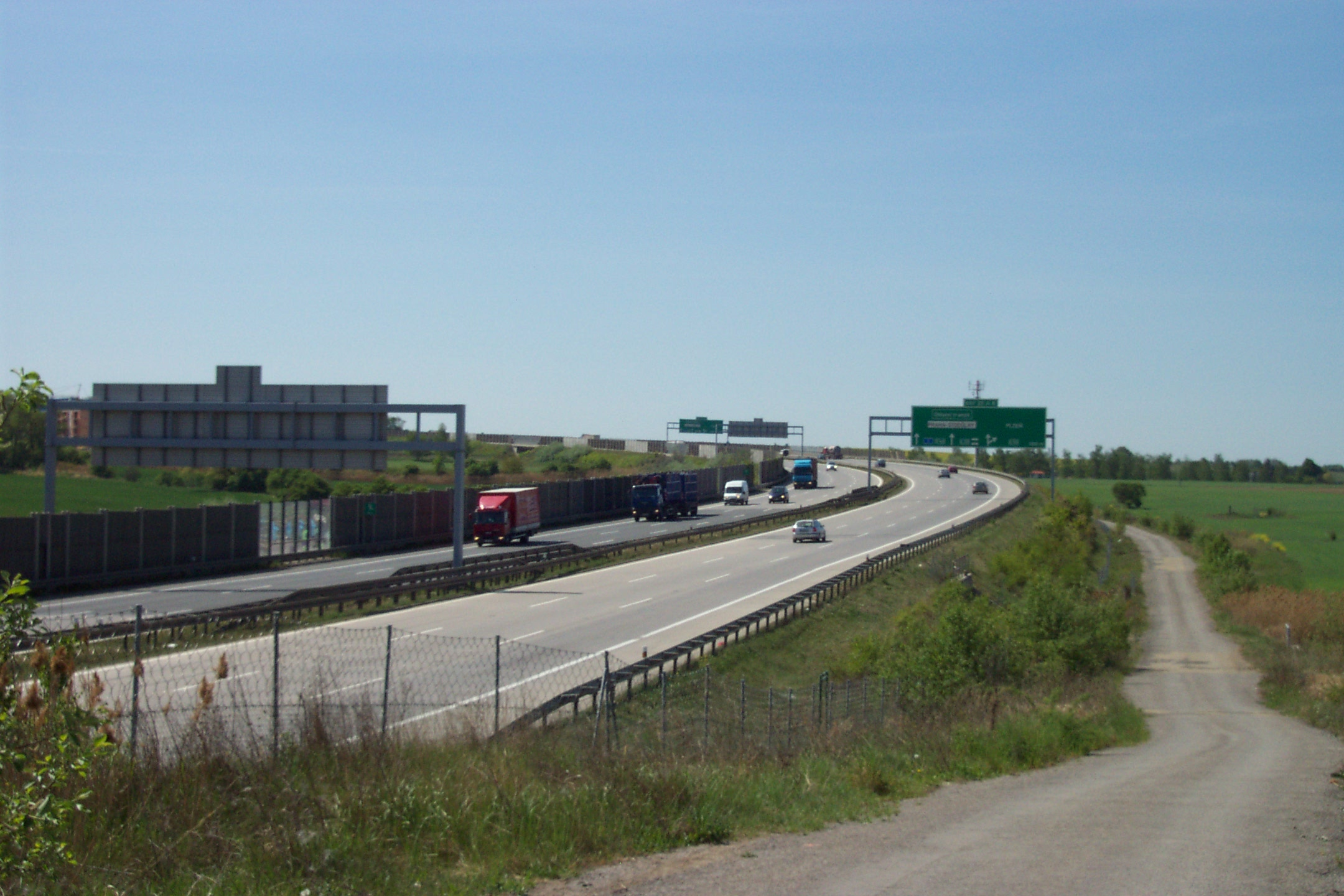
De buitenring van Praag bij Zličín.

Metrokaart van Praag.

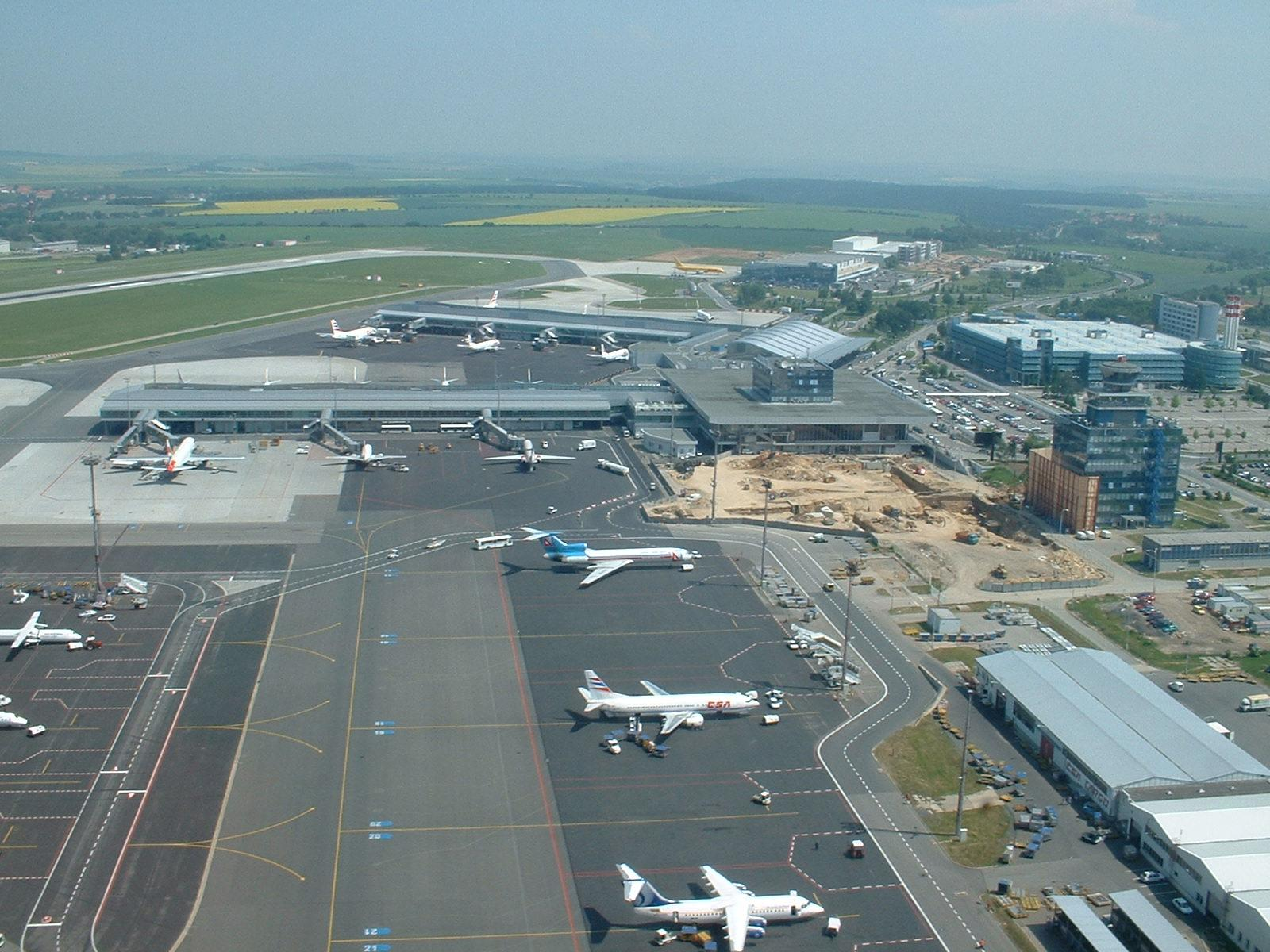
Luchthaven Praag-Ruzyně

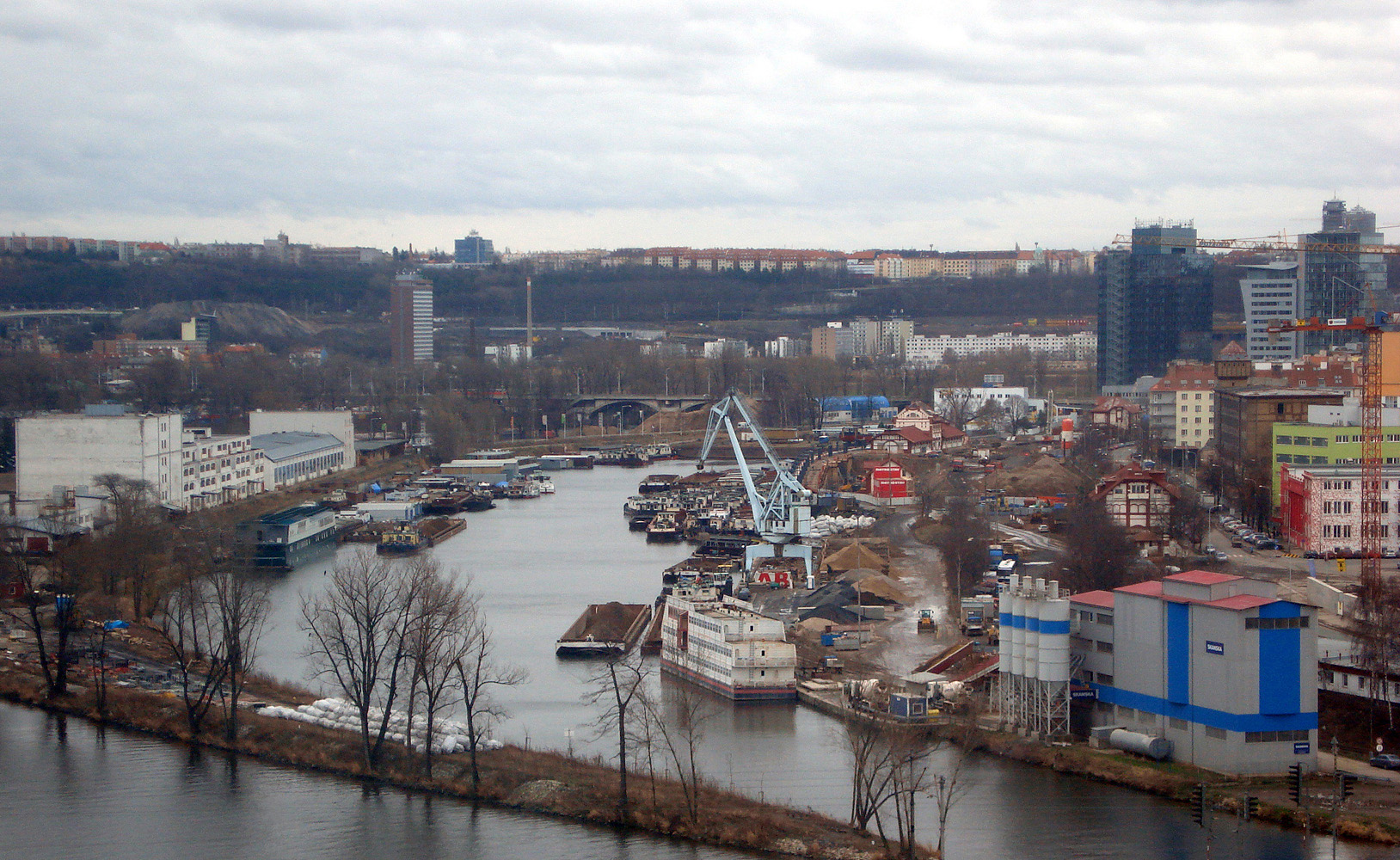
Holešovický přístav, de haven van Holešovice

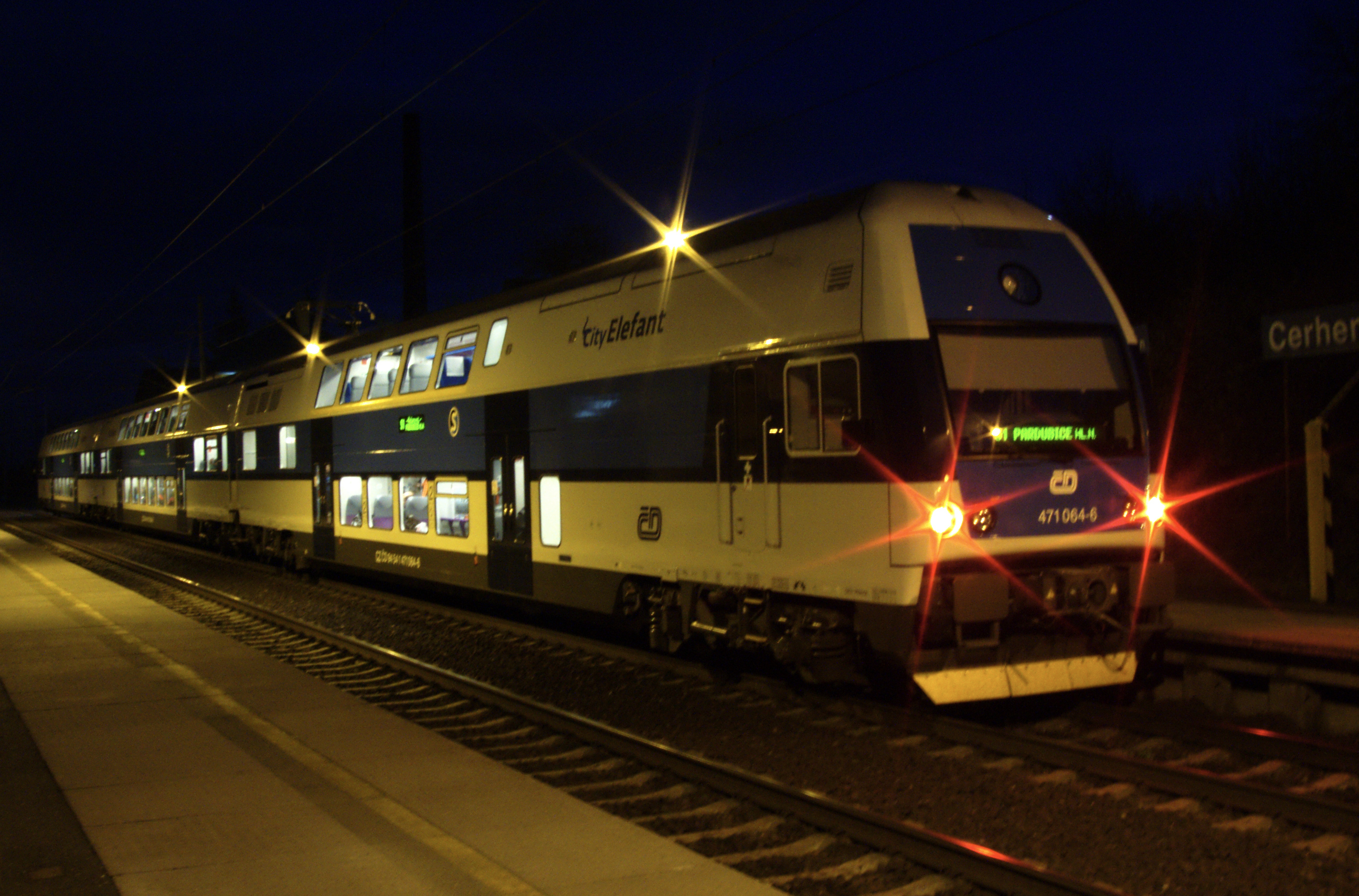
City Elephant

### Wegverkeer
Praag is een Europees knooppunt bij het wegverkeer. Bijna alle grote wegen in Bohemen komen samen in de hoofdstad. Naar het westen gaat de autosnelweg D5 naar de Westboheemse stad Pilsen en richting de Duitse stad Neurenberg. In oostelijke richting leidt de D1 naar Brno. Vanaf daar loopt de D1 verder naar Ostrava en Polen en gaat de D2 naar Bratislava. De D8 loopt naar het noordwesten, via Ústí nad Labem naar Dresden en de D11 in het noordoosten via Hradec Králové naar Wrocław in Polen. Naar het zuiden zijn er plannen voor de D3 via České Budějovice naar Linz in Oostenrijk.
Rond Praag wordt er gewerkt aan de R1, de buitenring van Praag. Van de 78 kilometer die de weg in totaal moet worden was 40 kilometer klaar in 2015. Ook is men bezig met de binnenring, de Městský okruh of stadscirkel. Deze weg moet in totaal 33 kilometer lang worden en moet in 2020 klaar zijn.

### Stadsvervoer
Praag heeft een zeer uitgebreid netwerk van openbaar vervoer. Het stadsvervoer bestaat uit een combinatie van metro, tram, trein, streekbus en vrachtwagen. De metro van Praag bestaat uit drie lijnen die een gezamenlijke lengte hebben van 54,7 kilometer en 54 stations aandoen. Lijn A gaat van het noordwesten naar het zuidoosten van de stad, lijn B van het zuidwesten naar het noordoosten en lijn C van het noorden naar het zuiden en zuidoosten. In het centrum van Praag kruisen de lijnen elkaar bij de stations Muzeum, Florenc en Můstek. De twee belangrijkste spoorwegstations van de stad, Station Praha-Holešovice en Station Praha hlavní nádraží (Praag hoofdstation), zijn te bereiken via lijn C. Er zijn plannen voor een vierde metrolijn, lijn D, en daarnaast staan er uitbreidingen op het programma voor de lijnen A en C.
De metro wordt aangevuld door trams en bussen. Het tramnetwerk bestaat uit ongeveer 25 lijnen, die door middel van vele overstapstations met elkaar en met de metro verbonden zijn. De buitenwijken worden bereikt via de stadsbussen. Een bijzonder vervoermiddel binnen het Praagse openbaar vervoer is de kabelspoorweg. Sinds 1891 verbindt de Kabelspoorweg Petřín de tramhalte Újezd met de top van de heuvel Petřín. Tot 1916 bestond er nog een tweede kabelspoorweg, die naar de heuvel Letná ging. Van 1936 tot 1972 reden er ook trolleybussen in Praag, maar deze lijnen zijn opgeheven toen de metro zijn intrede deed. Het openbaar vervoer in Praag wordt geëxploiteerd door het bedrijf Openbaarvervoerbedrijf Praag, Dopravní podnik hlavního města Prahy, a. s..

### Vliegverkeer
Praag heeft een groot internationaal vliegveld binnen de gemeentegrenzen. In 2013 reisden er 11 miljoen passagiers via het vliegveld. Het vliegveld ligt in het uiterste noordwesten van de gemeente, in de wijk Ruzyně, op ongeveer 10 kilometer van het stadscentrum.

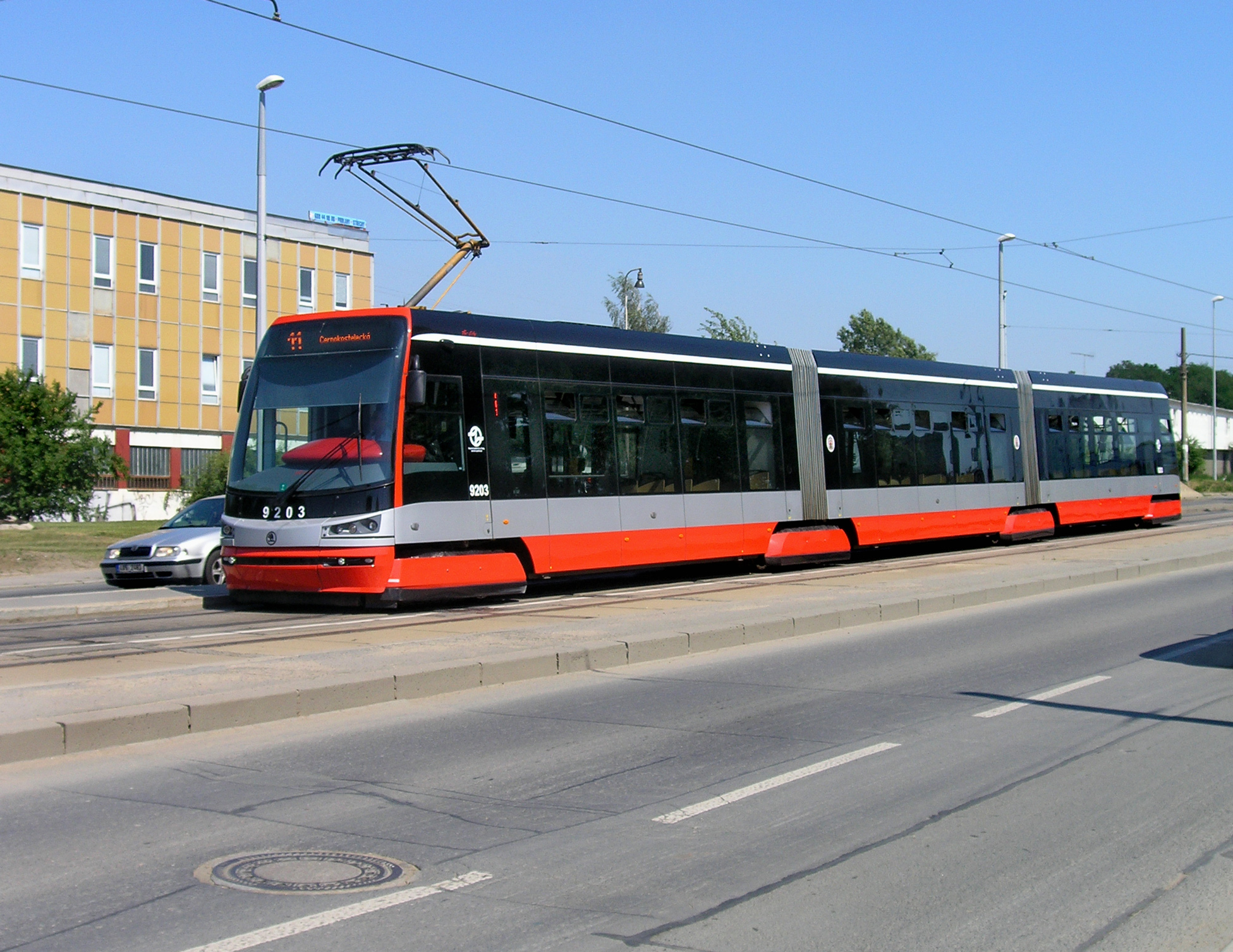
Tram

### Trein
Praag vormt een knooppunt van het Tsjechische spoorwegsysteem, met lijnen naar alle delen van het land en naar het buitenland. De belangrijkste (internationale) stations zijn Praha hlavní nádraží: Praag centraal station, en Station Praha Masarykovo nádraží. Intercitytreinen stoppen ook bij de grote stations Station Praha-Smíchov en Station Praha-Holešovice. Naast deze vier stations is er een aantal kleinere stations, vooral in de buitenwijken en voorsteden. De spoorwegen en treinen worden geëxploiteerd door České dráhy, de Tsjechische Spoorwegen.
Vanuit Praag kan men in alle richtingen reizen. De belangrijkste spoorlijn naar het oosten is lijn 011 naar Kolín. Vanaf daar gaat de lijn als lijn 010 verder richting onder andere Pardubice en Brno. Naar het westen is lijn 171 naar Beroun het belangrijkst. Vanaf Beroun kan men over lijn 170 verder reizen naar Pilsen en Duitsland. Op de artikelen over de stations staan uitgebreidere overzichten van lijnen van en naar Praag, op de lijst van spoorlijnen in Tsjechië staat een overzicht van alle spoorlijnen in het land.

### Havens
Praag heeft verschillende rivierhavens die vooral dienstdoen voor de pleziervaart. In de wijken Podolí, Holešovice, Libeň en Smíchov zijn er (plezier)havens aan de rivier de Moldau, Radotín heeft een overslaghaven aan de Berounka waar vooral grondstoffen vanuit het westen en zuiden van het land worden aangevoerd. Er wordt verwacht dat deze laatste haven de komende jaren belangrijker zal worden, als de zuidelijke ringweg van Praag gereed is. De scheepvaart kan namelijk niet verder door het centrum van de stad omdat de oude sluizen hiervoor te klein zijn. Ten noorden van het centrum tussen de wijken Holešovice en Libeň liggen aan weerszijden twee grote havendokken. Deze werden vroeger gebruikt voor de inkomende en uitgaande vracht richting Duitsland (richting de Elbe). Momenteel zijn deze havens buiten dienst en worden er grote, vooral luxe, woonblokken neergezet. Van 1822 tot 1926 bestond er ook een Moldauhaven in Karlín.

## Bekende Pragenaren
Enkele van de beroemdste Pragenaren uit de geschiedenis zijn keizer Karel IV, die in 1316 in Praag werd geboren en Franz Kafka, een Duitstalige schrijver uit het jaar 1883. Uit de recentere geschiedenis zijn de politici Václav Havel, Madeleine Albright en Václav Klaus en de voetballer Tomáš Rosický de bekendste Pragenaren.